# Martin Luther King
Vous lisez un « article de qualité » labellisé en 2008.
Pour les articles homonymes, voir Martin Luther (homonymie) et King.
Ne doit pas être confondu avec Martin Luther King Sr. ou Martin Luther.
Martin Luther King Jr., né Michael King Jr., plus couramment appelé Martin Luther King, né à Atlanta, en Géorgie, le 15 janvier 1929, et mort assassiné le 4 avril 1968 à Memphis, dans le Tennessee, est un pasteur chrétien baptiste et militant non violent afro-américain pour le mouvement américain des droits civiques, fervent militant pour la paix et contre la pauvreté.
Il organise et dirige des actions telles que le boycott des bus de Montgomery pour défendre le droit de vote, la déségrégation et l'emploi des minorités ethniques.
Il prononce un discours célèbre qui s'intitule « I have a dream », le 28 août 1963 devant le Lincoln Memorial à Washington, D.C. durant la marche pour l'emploi et la liberté. Ce discours est soutenu par John Fitzgerald Kennedy dans la lutte contre la ségrégation raciale aux États-Unis. Le président Lyndon B. Johnson, par une plaidoirie infatigable auprès des membres du Congrès, arrive à faire voter différentes lois fédérales comme le Civil Rights Act de 1964, le Voting Rights Act de 1965 et le Civil Rights Act de 1968, qui mettent juridiquement fin à toutes les formes de ségrégation raciale sur l'ensemble des États-Unis.
Martin Luther King devient le plus jeune lauréat du prix Nobel de la paix en 1964 pour sa lutte non violente contre la ségrégation raciale et pour la paix. Il commence alors une campagne contre la guerre du Viêt Nam et la pauvreté, interrompue en 1968 par son assassinat officiellement attribué à James Earl Ray, dont la culpabilité et la participation à un complot sont toujours débattues.
Il se voit décerner à titre posthume la médaille présidentielle de la Liberté par Jimmy Carter en 1977, le prix des droits de l'homme des Nations unies en 1978, la médaille d'or du Congrès en 2004, et est considéré comme l'un des plus grands orateurs américains.
Depuis 1986, le Martin Luther King Day est un jour férié aux États-Unis. Deux centres Martin Luther King pour l'action non violente existent, l'un en Suisse à Lausanne et l'autre à Atlanta. De nombreux autres monuments (musées, écoles) sont répertoriés sous le nom de Martin Luther King partout dans le monde.

## Biographie

### Jeunesse et formation
Martin Luther King est le fils du pasteur baptiste Martin Luther King Sr. et d'Alberta Williams King, organiste d'église. Il a une sœur aînée, Christine King Farris, et un plus jeune frère, Albert Daniel Williams King. Il naît au 501, Aubrun Avenue à Atlanta, dans une maison qui a été conservée et transformée en musée national, à quelques pas de l'église baptiste Ebenezer, où prêche son père. Il grandit au sein de l'Amérique ségrégationniste, dans un milieu privilégié pour l'époque. Sa première expérience de la ségrégation raciale date de ses six ans, quand deux camarades de jeu blancs lui disent qu'ils ne sont plus autorisés à jouer avec lui. Sa mère lui explique alors que c'est parce qu'ils sont maintenant dans des écoles ségrégationnistes blanches.
Après avoir sauté deux années de high school (lycée) et sans avoir officiellement obtenu son certificat de fin d'études secondaires, Martin entre à l'âge de quinze ans à Morehouse College, une université réservée aux étudiants afro-américains, où il bénéficie de l'enseignement de Benjamin E. Mays, théoricien de la non-violence,. Il étudie en sociologie et obtient un Bachelor of Arts le 20 juin 1948, puis il étudie en théologie au Crozer Theological Seminary à Chester, Pennsylvanie et obtient un Bachelor of Divinity le 12 mai 1951. Il étudie également la théologie à l’université de Boston et obtient un doctorat le 18 juin 1955.
Il est dans sa jeunesse notamment influencé par les écrits de Karl Marx, de Mohandas Karamchand Gandhi, du pasteur pacifiste et socialiste Norman Thomas et de Reinhold Niebuhr sur le christianisme social. En 1952, dans une lettre à sa future épouse Coretta, il écrit que « le capitalisme est arrivé au bout de son utilité historique » et se déclare « socialiste ».

### Vie privée
Le 18 juin 1953, il épouse Coretta Scott, qui prendra son nom pour devenir Coretta Scott King (1927-2006).
Ils ont eu quatre enfants : Yolanda (1955-2007), Martin Luther King III né en 1957, Dexter King (1961-2024), et Bernice née en 1963.

### Ministère
De 1954 à 1959, il est pasteur de l'église baptiste de l'avenue Dexter à Montgomery (Alabama). De 1960 à 1968, il est assistant pasteur de l'Église baptiste Ebenezer à Atlanta avec son père. En 1961, il quitte la Convention baptiste nationale, USA, pour former la Convention baptiste nationale progressiste avec d'autres pasteurs.

### Montgomery, la lutte pour les droits civiques
En 1954, lorsqu'il arrive à Montgomery (Alabama), le Sud des États-Unis est à cette époque marqué par les violences commises contre les Noirs, culminant en 1955 avec le meurtre raciste d'Emmett Till, un adolescent de 14 ans, du pasteur engagé George W. Lee et du militant des droits civiques Lamar Smith.
Le 1er décembre 1955, lorsque Rosa Parks, une femme noire, est arrêtée pour avoir violé les lois ségrégationnistes de la ville en refusant de céder sa place à un Blanc, il mène le boycott des bus de Montgomery avec l'aide du pasteur Ralph Abernathy et d'Edgar Nixon, directeur local du National Association for the Advancement of Colored People. La population noire soutient le boycott et organise un système de covoiturage. Martin Luther King est arrêté durant cette campagne qui dure 382 jours et devient extrêmement tendue à cause de ségrégationnistes blancs qui ont recours au terrorisme : la maison de Martin Luther King est attaquée à la bombe incendiaire le matin du 30 janvier 1956, ainsi que celle de Ralph Abernathy et quatre églises, et King est victime de violences physiques. Les boycotters sont souvent attaqués physiquement mais l'ensemble des 40 000 Noirs de la ville continuent de marcher, parfois jusqu'à 30 km, pour rejoindre leur lieu de travail. Le boycott se termine par une décision de la Cour suprême des États-Unis le 21 décembre 1956 déclarant illégale la ségrégation dans les autobus, restaurants, écoles et autres lieux publics.
En 1957, il joue un rôle capital dans la fondation de la Conférence du leadership chrétien du Sud (SCLC), qu'il présidera jusqu'à sa mort. La SCLC est une organisation pacifique qui participe activement au Mouvement pour les droits civiques en aidant les églises afro-américaines à mettre en œuvre des protestations non violentes. King adhère à la philosophie de désobéissance civile non violente comme décrite par Henry David Thoreau et utilisée avec succès en Inde par Gandhi. Conseillé par le militant des droits civiques Bayard Rustin, il décide de l'utiliser lors des manifestations de la SCLC.
Il expose en 1958 son point de vue sur la ségrégation raciale et la spirale d'inégalités et de haines qu'elle provoque dans le livre Stride toward freedom: the Montgomery story (« la marche vers la liberté ») :

« Souvent, les hommes se haïssent les uns les autres parce qu'ils ont peur les uns des autres ; ils ont peur parce qu'ils ne se connaissent pas ; ils ne se connaissent pas parce qu'ils ne peuvent pas communiquer ; ils ne peuvent pas communiquer parce qu'ils sont séparés. »

Alors qu'il signe des exemplaires de son livre dans un magasin à Harlem le 20 septembre, il est poignardé à la poitrine par Izola Curry, une femme noire qui l'accuse d'être un chef communiste et qui sera jugée comme déséquilibrée. MLK échappe de peu à la mort, la lame du coupe-papier utilisé ayant frôlé l'aorte. King pardonne à son agresseuse et, dans une déclaration à la presse, souligne la violence de la société américaine :

« L'aspect pathétique de cette expérience n'est pas la blessure d'un individu. Elle démontre qu'un climat de haine et d'amertume imprègne tellement notre nation que des accès d'extrême violence doivent surgir inévitablement. Aujourd'hui c'est moi. Demain cela pourrait être un autre dirigeant ou n'importe quel homme, femme ou enfant qui sera victime de l'anarchie et de la brutalité. J'espère que cette expérience se révélera socialement constructive en démontrant le besoin urgent de non-violence pour gérer les affaires des hommes. »

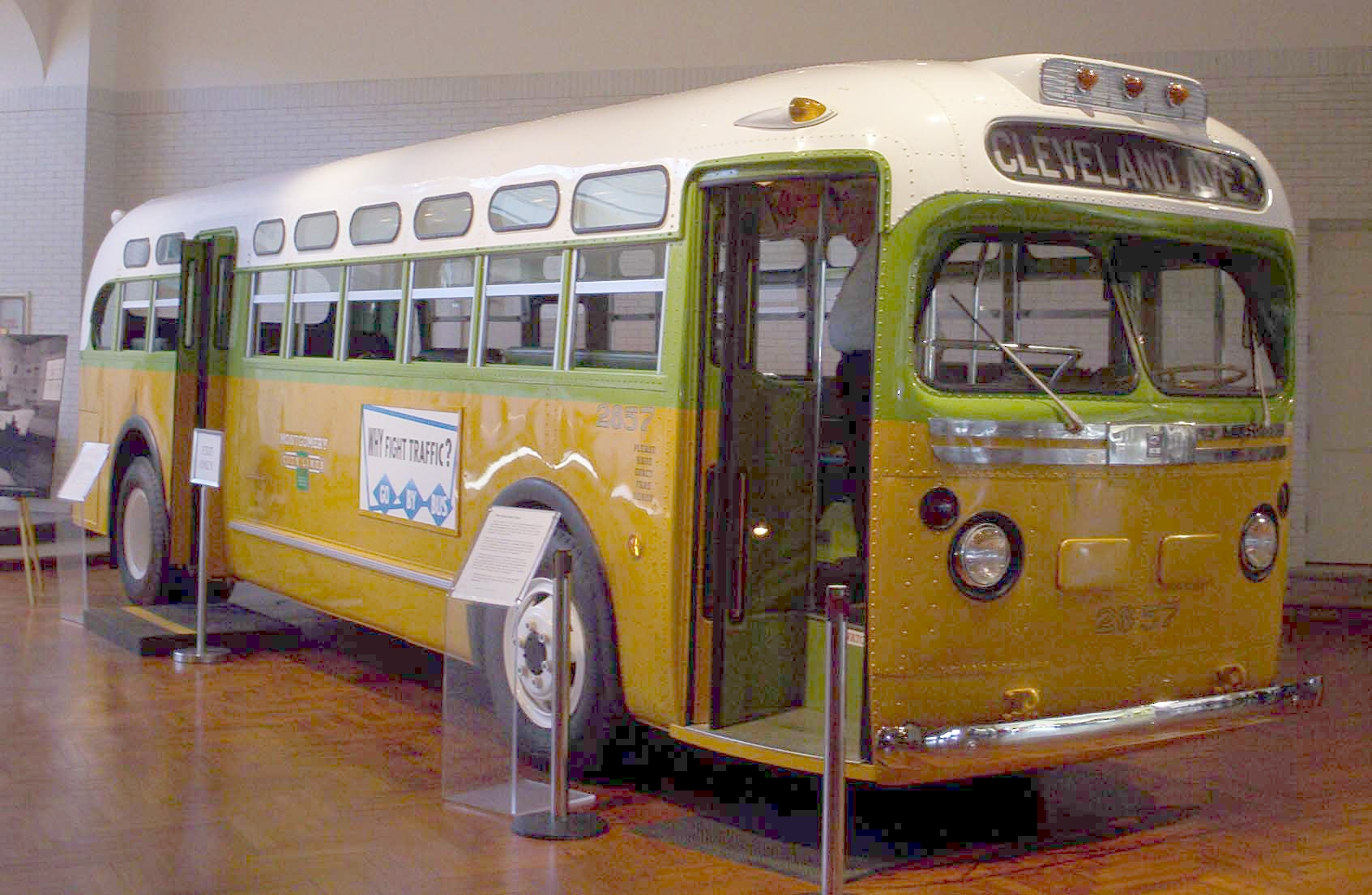
Bus historique de Rosa Parks exposé au Henry Ford Museum.

En 1959, il écrit le livre The Measure of A Man (La Mesure d'un homme), une tentative pour dépeindre une structure optimale de société politique, sociale et économique, duquel la pièce What is Man ? (Qu'est-ce qu'un homme ?) est tirée.
Le FBI commence à mettre Martin Luther King sur écoute en 1961, craignant que des communistes essayent d'infiltrer le mouvement des droits civiques. Aucune preuve n'étant trouvée, l'agence utilise certains détails enregistrés sur une durée de six ans pour essayer de le faire renvoyer de son rôle de dirigeant de l'organisation.
Martin Luther King prévoit justement que des protestations organisées et non violentes, contre le système de ségrégation du Sud connu comme les lois Jim Crow, amèneront une grande couverture médiatique du conflit pour l'égalité et le droit de vote des personnes de peau noire. Les comptes rendus des journalistes et les reportages de la télévision montrant les privations et humiliations quotidiennes des Afro-Américains du Sud des États-Unis, ainsi que la violence et le harcèlement déployés par les ségrégationnistes contre les militants des droits civiques, produisent alors une vague de sympathie au sein de l'opinion publique pour le mouvement des droits civiques qui devient le sujet politique le plus important de l'Amérique des années 1960.
Martin Luther King organise et mène des marches pour le droit de vote des Afro-Américains, la déségrégation, le droit du travail et d'autres droits fondamentaux. La plupart de ces droits ont été votés comme lois avec le Civil Rights Act de 1964 et le Voting Rights Act de 1965. King et le SCLC appliquent avec succès les principes de manifestation non violente en choisissant stratégiquement les lieux et la méthode de protestation qui aboutissent à des confrontations spectaculaires avec les autorités ségrégationnistes.

### Albany

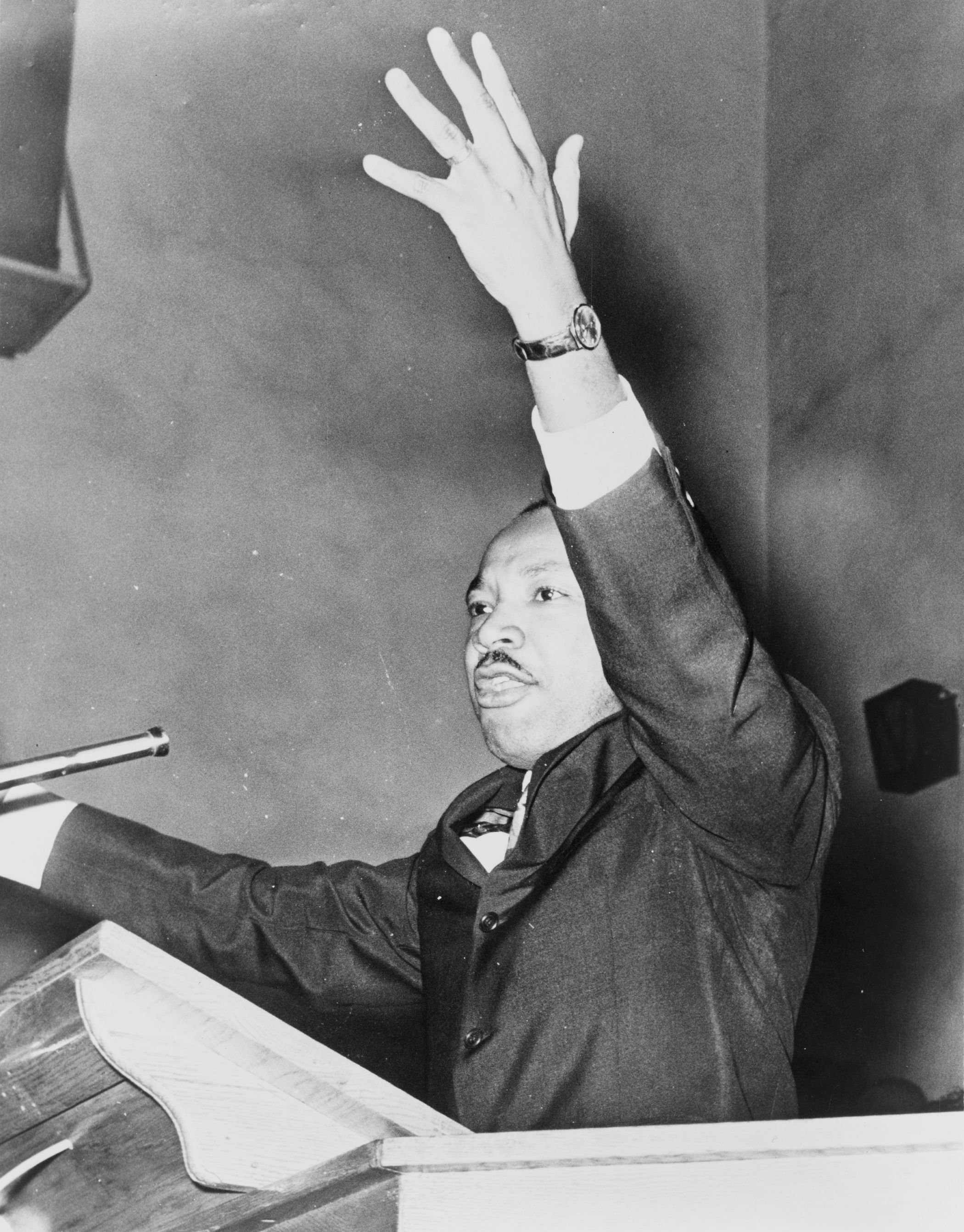
Martin Luther King à un rassemblement pour la liberté, 1962.

À Albany (Géorgie) en 1961 et 1962, il rejoint les militants locaux du Student Nonviolent Coordinating Committee (SNCC), et du National Association for the Advancement of Colored People mené par William G. Anderson (en), un médecin noir. Martin Luther King intervient parce que le SNCC ne parvient pas à faire avancer le mouvement malgré des actions non violentes efficaces (occupation de bibliothèques, de stations de bus, de restaurants réservés aux Blancs, boycotts et manifestations), du fait de l'habileté du shérif local Pritchett, lequel procède à des arrestations massives sans violence et disperse les prisonniers dans tout le comté. Il intervient également parce que cette organisation l'a critiqué pour avoir mollement soutenu les freedom rides (« bus de la liberté » contre la ségrégation).
Alors qu'il comptait ne rester que quelques jours et ne jouer qu'un rôle de conseiller, il est interpellé lors d'une arrestation massive de manifestants pacifiques. Il refuse de payer la caution tant que la ville n'aura pas fait de concessions. Les accords passés sont « déshonorés et violés par la ville » dès son départ.
Il revient en juillet 1962, et se voit condamné à 45 jours de prison ou 178 $ d'amende. Il choisit la prison mais il en est discrètement libéré au bout de trois jours par le shérif Pritchett, qui s'arrange pour faire payer son amende. King commentera :

« Nous avions vu de nos propres yeux des personnes se faire chasser des comptoirs de restaurant (…) se faire expulser d'églises (…) et mettre en prison (…). Mais, pour la première fois, nous nous sommes vu, de nos propres yeux, nous faire jeter à coups de pied hors de prison. »

Après presque un an de militantisme sans résultats tangibles, le mouvement commence à faiblir et à se diviser entre radicaux et modérés. Lors d'une manifestation, des jeunes Noirs jettent des pierres sur la police : Martin Luther King demande une suspension de toutes les manifestations et un « jour de pénitence » pour promouvoir la non-violence et maintenir le moral. Plus tard, il est à nouveau arrêté et détenu deux semaines.
Si malgré la mobilisation le mouvement à Albany ne réussit pas à obtenir des résultats immédiats, il sert de leçon stratégique à King et au mouvement des droits civiques, qui décident de se concentrer sur des sujets spécifiques afin d'obtenir des victoires symboliques :

« L'erreur que j'avais faite fut de protester contre la ségrégation en général plutôt que contre une facette unique et distincte de celle-ci. […] Une victoire de ce type aurait été symbolique et aurait galvanisé notre soutien et notre moral. […] Pour établir notre stratégie en vue de Birmingham, des mois après, nous passâmes beaucoup d'heures à évaluer Albany et à essayer d'apprendre de nos erreurs. Notre évaluation ne nous aida pas seulement à rendre nos futures tactiques plus efficaces, mais révéla aussi qu'Albany était loin d'être un échec total. »

Néanmoins, le militantisme local continue alors que l'attention des médias se tourne vers d'autres sujets. Le printemps suivant, la ville annulera toutes ses lois ségrégationnistes.

### Birmingham

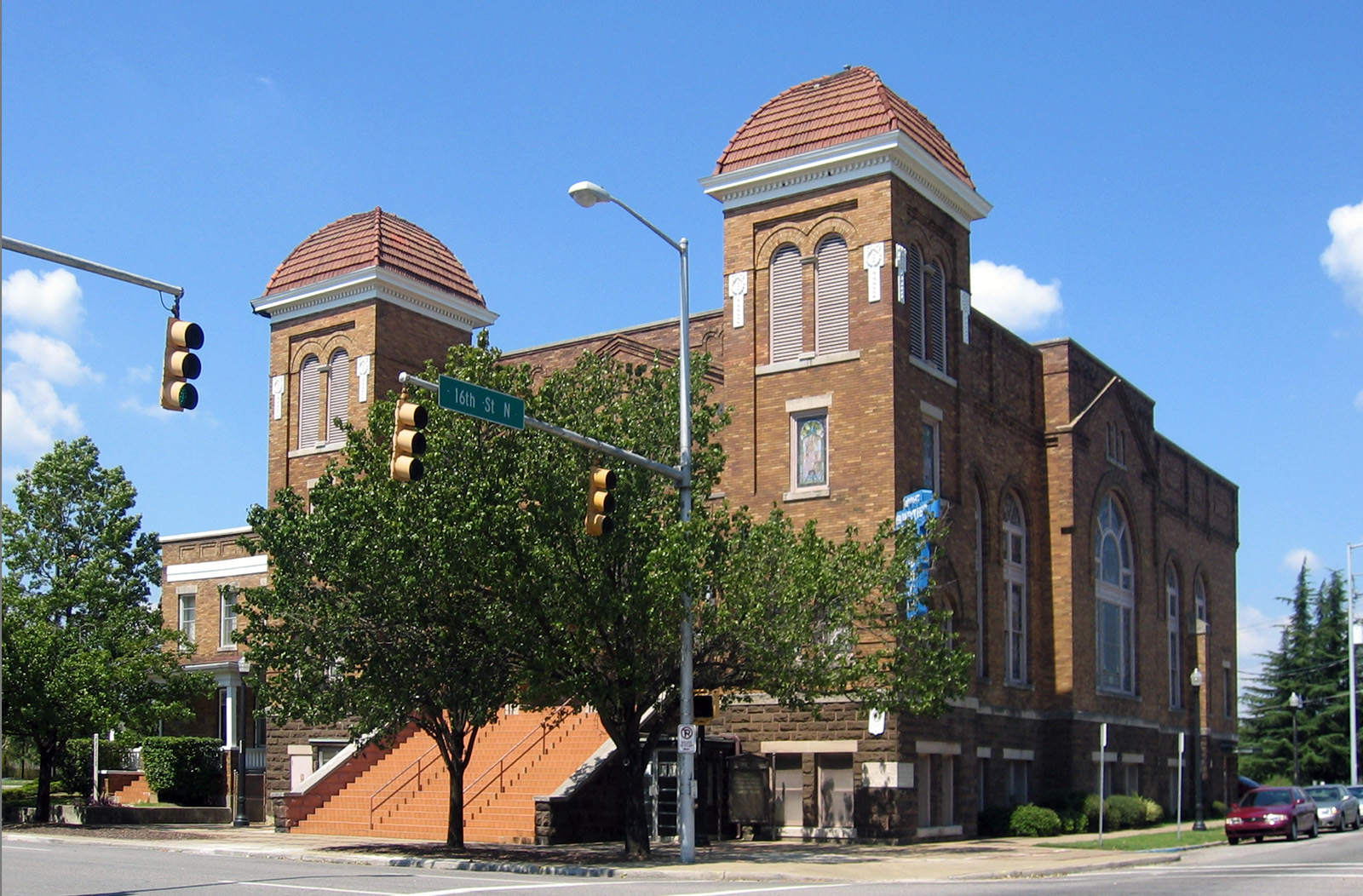
Église baptiste de la 16e rue, à Birmingham, quartier général du mouvement des droits civiques lors de la campagne, où eut lieu l'attentat du 15 septembre 1963.

En 1960, la population de Birmingham est de 350 000 personnes, dont 65 % sont blanches et 35 % noires. C'est alors une ville qui maintient et assure par la loi locale la plus grande ségrégation raciale des États-Unis dans tous les aspects de la vie, aussi bien dans les établissements publics que privés. À cette époque, seulement 10 % de la population noire sont inscrits sur les listes électorales et le niveau de vie moyen est inférieur de moitié à celui des Blancs, les salaires pour un même poste étant communément très inférieurs. Birmingham n'a ni agent de police noir, ni pompier, ni vendeur en magasin, ni conducteur ou employé de banque, l'emploi pour la population noire est limité aux seuls travaux manuels dans les aciéries. Une secrétaire noire ne peut travailler pour un patron blanc. Le chômage des Noirs est deux fois et demi plus élevé que celui des Blancs. Cinquante attentats racistes non élucidés entre 1945 et 1962 ont donné à la ville le surnom de « Bombingham ». Les églises noires où les droits civiques sont discutés sont des cibles privilégiées et la ville est particulièrement violente contre les freedom riders.
Un responsable des droits civiques local, le pasteur Shuttlesworth, essaye bien de lutter en gagnant en justice la déségrégation des parcs de la ville, mais la ville réagit en les fermant. Le domicile et l'église où le pasteur exerce sont alors la cible de plusieurs attentats à la bombe. Après l'arrestation de Shuttlesworth en 1962 pour avoir violé les lois ségrégationnistes et après qu'une pétition au maire a été « jetée à la poubelle » selon le maire lui-même, le pasteur demande l'aide de Martin Luther King et du SCLC, en soulignant le rôle crucial de Birmingham dans la lutte nationale pour l'égalité raciale.
Les protestations commencent par un boycott à Pâques 1963, pour inciter les chefs d'entreprise à ouvrir les emplois de vendeurs et d'autres postes aux personnes de toutes races, et à arrêter la ségrégation dans les magasins, par exemple sous la forme de caisses réservées aux Blancs. Quand les dirigeants économiques résistent au boycott, King et le SCLC commencent ce qu'ils appellent le projet C, une série de manifestations non violentes telles que des sit-ins dans les restaurants et bibliothèques, des agenouillements de personnes noires dans les églises réservées aux Blancs, des marches de protestation pacifiques, le tout réalisé pour provoquer des arrestations.
Martin Luther King résume la philosophie de la campagne de Birmingham :

« Le propos de […] l'action directe est de créer une situation qui déclenche un tel nombre de crises qu'elle ouvre inévitablement la porte à des négociations. »

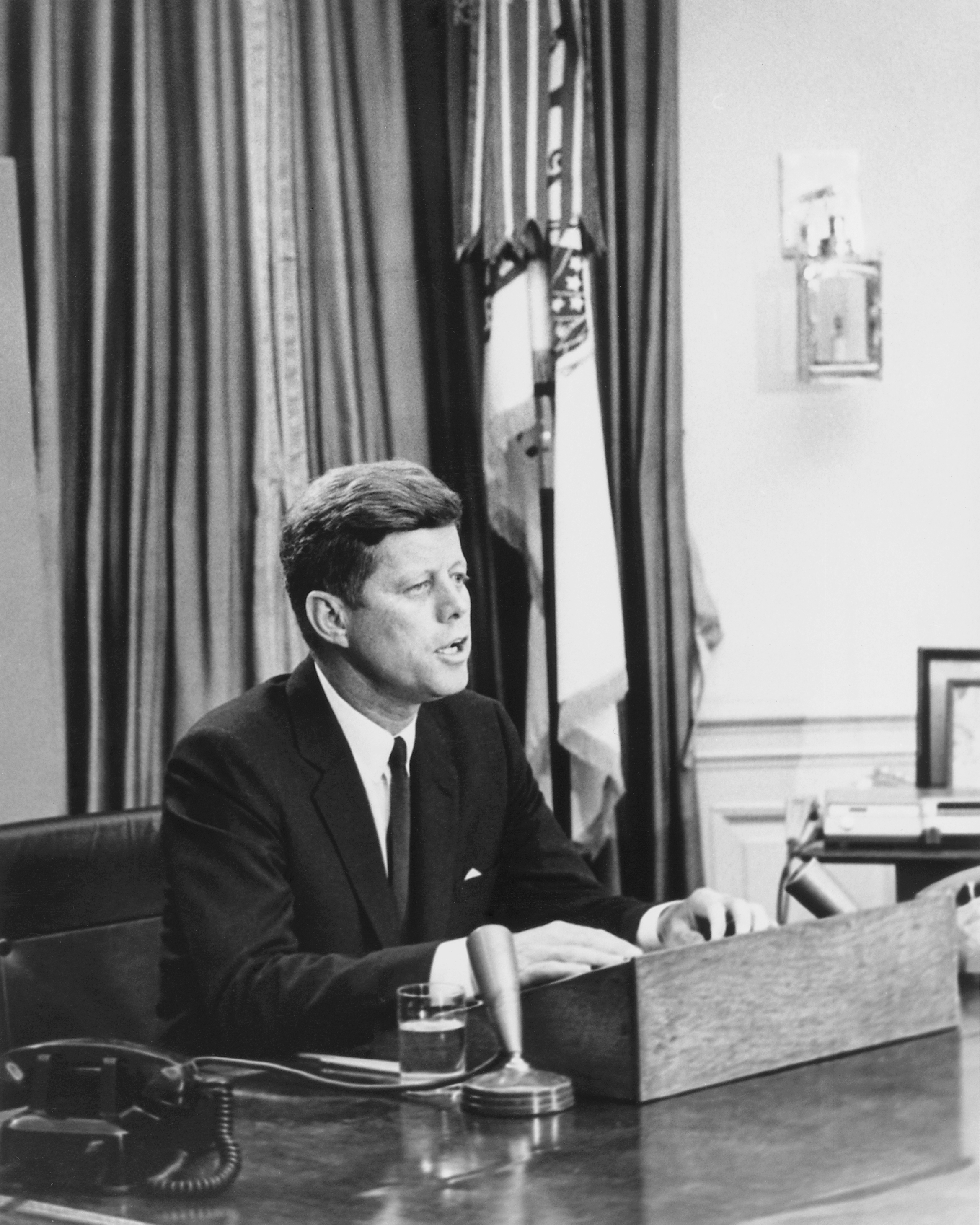
Le président John Fitzgerald Kennedy s'adresse au peuple américain à propos des droits civiques le 11 juin 1963.

Il est lui-même arrêté le 13 avril, et c'est là qu'il écrit la célèbre Lettre de la prison de Birmingham, un traité définissant sa lutte contre la ségrégation. Il reçoit un soutien direct de sa femme Coretta, du président John Fitzgerald Kennedy et de Jacqueline Kennedy-Onassis. Il est libéré une semaine plus tard.
Alors que la campagne n'a plus assez de volontaires, les organisateurs, malgré les hésitations de Martin Luther King, recrutent des étudiants et des enfants dans ce qui est appelé par les médias « la croisade des enfants ». Le 2 mai, des centaines d'étudiants, lycéens et écoliers sont préparés et entraînés à participer pacifiquement aux manifestations. Ils sont arrêtés de manière violente par la police qui utilise des chiens, mais aussi des jets d'eau à haute pression d'une telle force qu'ils peuvent déchirer les vêtements ou projeter une jeune femme par-dessus une voiture. En réaction et malgré les instructions du SCLC, des parents et des passants commencent à jeter des projectiles sur la police mais sont raisonnés par les organisateurs. La décision d'utiliser des enfants même dans une manifestation non violente est très critiquée, entre autres par le ministre de la Justice Robert Francis Kennedy et le militant Malcolm X qui déclare que « les vrais hommes ne mettent pas leurs enfants dans la ligne de mire ». Martin Luther King, qui est resté silencieux et en dehors de la ville quand un de ses amis organisait les manifestations des enfants, comprend le succès de l'événement et déclare au culte du soir :

« J'ai été inspiré et touché par ce jour et je n'avais jamais rien vu de la sorte. »

Les scènes de violences policières largement relayées par les médias causent des réactions internationales et mettent en lumière la ségrégation raciale ayant lieu dans le Sud des États-Unis. Le sénateur de l'Oregon Wayne Morse compare Birmingham à l'apartheid en Afrique du Sud. Les prisons sont pleines, certains enfants se présentant directement devant elles en chantant pour être arrêtés. La ville est au bord de l'effondrement civil et économique, car aucun commerce du centre-ville ne fonctionne plus.
Le gouverneur George Wallace envoie la police de l'État pour soutenir Eugene « Bull » Connor, le chef de la police locale.

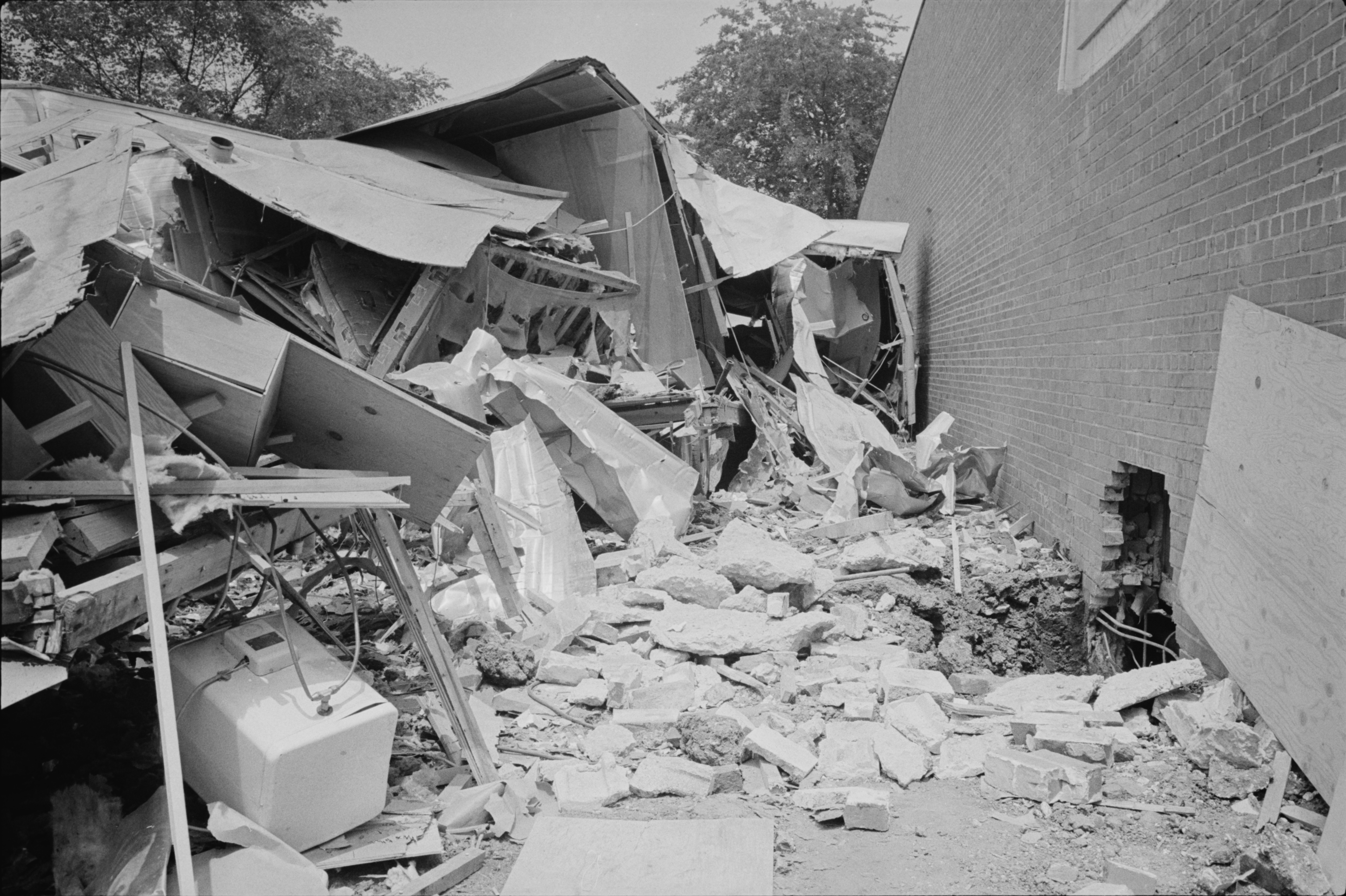
Débris du Gaston Motel, où Martin Luther King avait séjourné peu auparavant, après l'attentat à la bombe du 11 mai 1963. Une autre bombe endommageait au même moment la maison de son frère, le révérend Alfred Daniel Williams King.

Robert Francis Kennedy envoie la Garde nationale pour éviter tout débordement le 13 mai, à la suite de deux attentats à la bombe contre un hôtel où avait résidé Martin Luther King et contre la maison du frère de celui-ci, attentats qui avaient dégénéré en manifestations contre les policiers. Le 21 mai, le maire démissionne, le chef de la police est renvoyé, et en juin, toutes les pancartes ségrégationnistes sont enlevées et les lieux publics ouverts aux Noirs.
À la fin de la campagne, la réputation de King s'est considérablement renforcée et Birmingham est un élément du succès de la marche vers Washington.
Le dimanche 15 septembre, un attentat à la bombe du Ku Klux Klan contre l'église baptiste de la 16e rue, pendant la prière, provoque la mort de quatre jeunes filles noires et blesse 22 enfants. L'attaque provoque l'indignation nationale et renforce le mouvement des droits civiques.

### Marche sur Washington

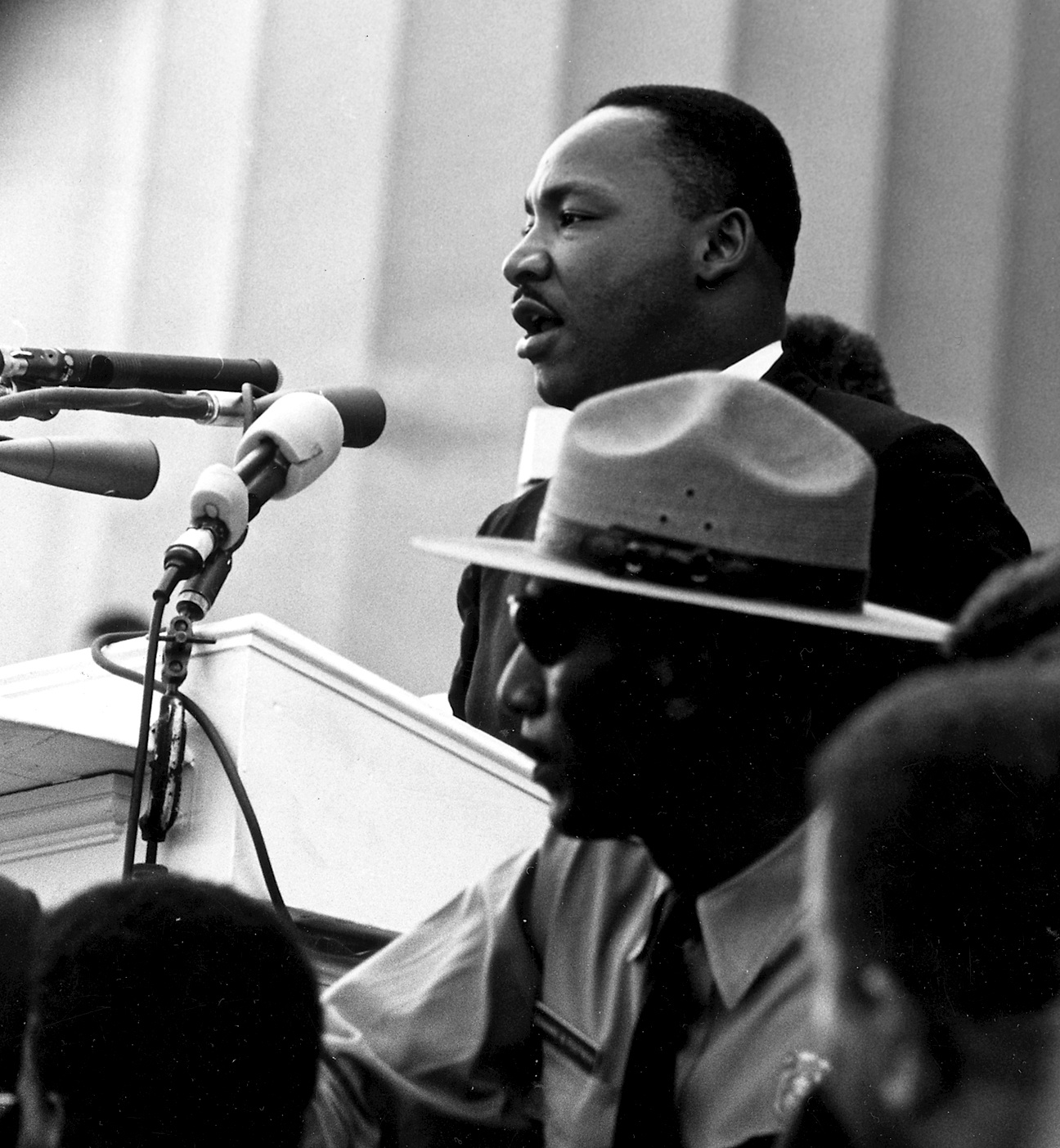
King parlant à la marche sur Washington à Washington, D.C., le 28 août 1963.

Représentant le SCLC, Martin Luther King est le dirigeant d'une des six grandes organisations pour les droits civiques qui organisent la marche sur Washington pour l'emploi et la liberté. Il est l'un de ceux qui acceptent le souhait du président John F. Kennedy de changer le message de la marche.
Le président, qui avait déjà soutenu publiquement Martin Luther King et était déjà intervenu plusieurs fois pour le faire sortir de prison, s'était initialement opposé au principe de la marche car il craignait un impact négatif sur le vote de la loi sur les droits civiques. Le but initial de la marche était de montrer la situation désespérée des Afro-Américains des États du Sud et l'échec du gouvernement fédéral à assurer leurs droits et leur sécurité. Le groupe des six accepte sous la pression et l'influence présidentielle de passer un message moins radical. Certains militants des droits civiques pensent alors que la marche ne présente plus qu'une vision inexacte et édulcorée de la situation des Noirs ; Malcolm X l'appelle alors « La farce sur Washington », et les membres de l'organisation Nation of Islam qui participent à la marche seront suspendus temporairement.
La marche fait cependant des demandes spécifiques :
- la fin de la ségrégation raciale dans les écoles publiques ;
- une législation significative sur les droits civiques (incluant une loi interdisant la discrimination raciale dans le monde du travail) ;
- une protection des militants des droits civiques contre la violence policière ;
- un salaire minimum de 2 $ de l'heure, pour tous les travailleurs sans distinction ;
- un gouvernement indépendant pour Washington, D.C., qui dépend alors d'un comité du congrès.

En dépit des tensions, la marche est un énorme succès. Plus de 250 000 personnes de toutes les ethnies se réunissent le 28 août 1963 face au Lincoln Memorial, dans ce qui est la plus grande manifestation ayant eu lieu jusque-là dans l'histoire de la capitale américaine.
Le point d'orgue du combat de Martin Luther King est son illustre discours « I have a dream », où il manifeste sa volonté et son espoir de connaître une Amérique fraternelle. Cette déclaration est considérée comme un des meilleurs discours de l'histoire américaine avec le discours de Gettysburg du seizième président des États-Unis Abraham Lincoln[réf. nécessaire].
Martin Luther King et le mouvement des droits civiques ne sont pourtant pas appréciés de l'opinion publique et la marche est rejetée par les deux tiers des Américains. D'après les sondages effectués par The New York Times en 1964, les New-Yorkais voient en Martin Luther King un « extrémiste » et jugent « excessives » les revendications de droits civiques.

### St. Augustine,Civil Rights Actet prix Nobel de la paix

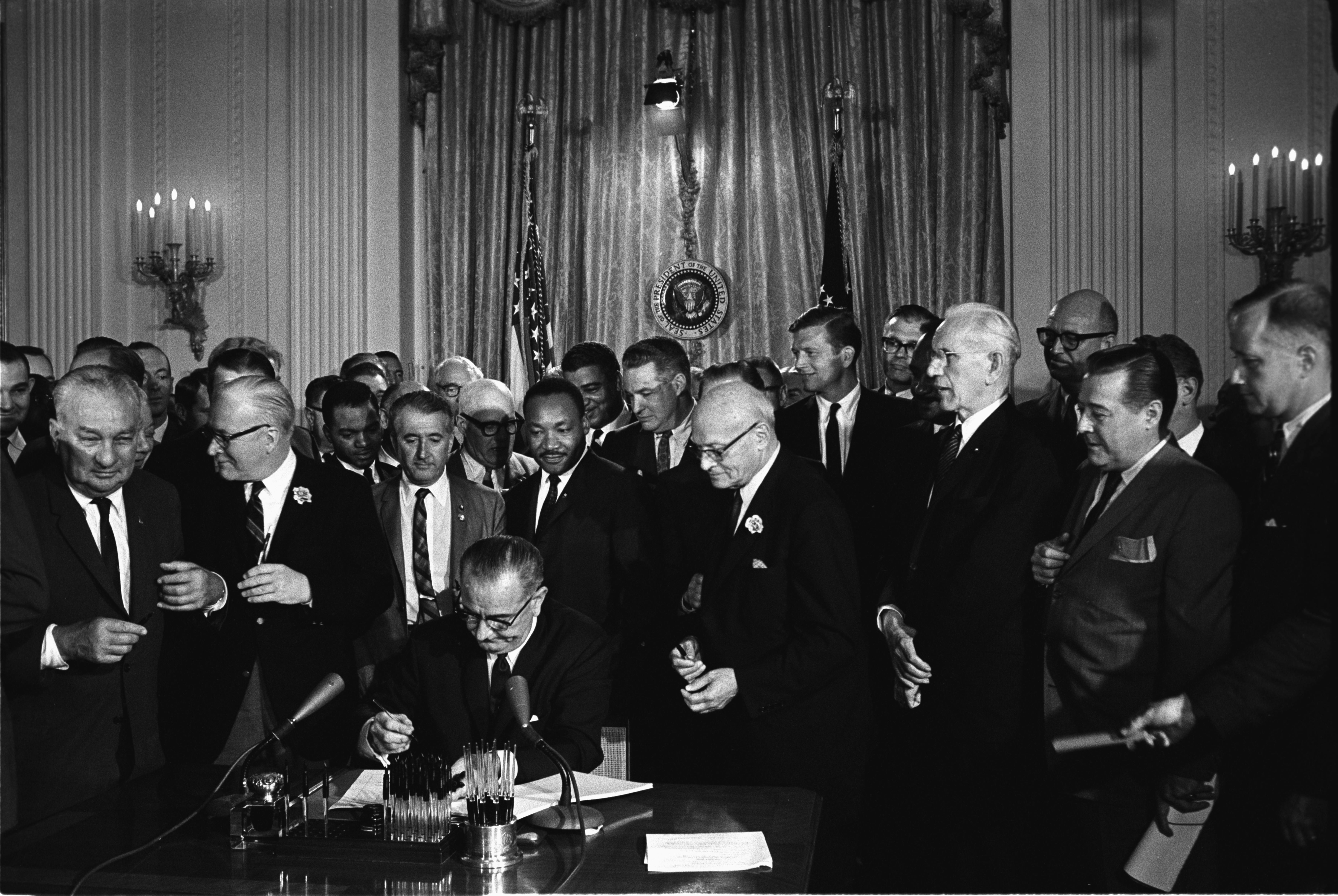
Le président Lyndon B. Johnson signant le Civil Rights Act devant Martin Luther King le 2 juillet 1964.

Malgré l'arrêt de 1954 de la Cour suprême Brown v. Board of Education, qui déclare la ségrégation raciale inconstitutionnelle dans les écoles publiques, seuls six enfants noirs sont admis dans les écoles blanches à Saint Augustine en Floride. Les maisons de deux familles de ces enfants sont brûlées par des ségrégationnistes blancs et d'autres familles sont forcées de quitter la région parce que les parents sont renvoyés de leur emploi et n'arrivent plus à en retrouver d'autre localement.
En mai et juin 1964, une action directe est menée par Martin Luther King et d'autres dirigeants des droits civiques. Une marche de nuit autour de l'ancien marché aux esclaves voit les manifestants attaqués par des ségrégationnistes blancs et entraîne des centaines d'arrestations. Les prisons étant trop petites, les détenus sont parqués en plein soleil les jours suivants. Des manifestants sont jetés à la mer par la police et par les ségrégationnistes et manquent de se noyer lors d'une tentative pour rejoindre les plages Anastasia Island réservées aux Blancs.
La tension atteint son comble quand un groupe de manifestants noirs et blancs se jettent dans la piscine du motel Monson, interdite aux Noirs. La photographie d'un policier plongeant pour arrêter un manifestant et celle du propriétaire du motel versant de l'acide chlorhydrique dans la piscine pour faire sortir les militants font le tour du monde et servent même aux États communistes pour discréditer le discours de liberté des États-Unis. Les manifestants endurent les violences physiques et verbales sans riposter, ce qui entraîne un mouvement de sympathie nationale et aide le président Lyndon B. Johnson à faire adopter par le Congrès le Civil Rights Act le 2 juillet 1964.
Le 14 octobre 1964, Martin Luther King devient le plus jeune lauréat du prix Nobel de la paix pour avoir mené une résistance non violente dans le but d'éliminer les préjudices raciaux aux États-Unis.

### «Bloody Sunday»
Pour les articles homonymes, voir Bloody Sunday.

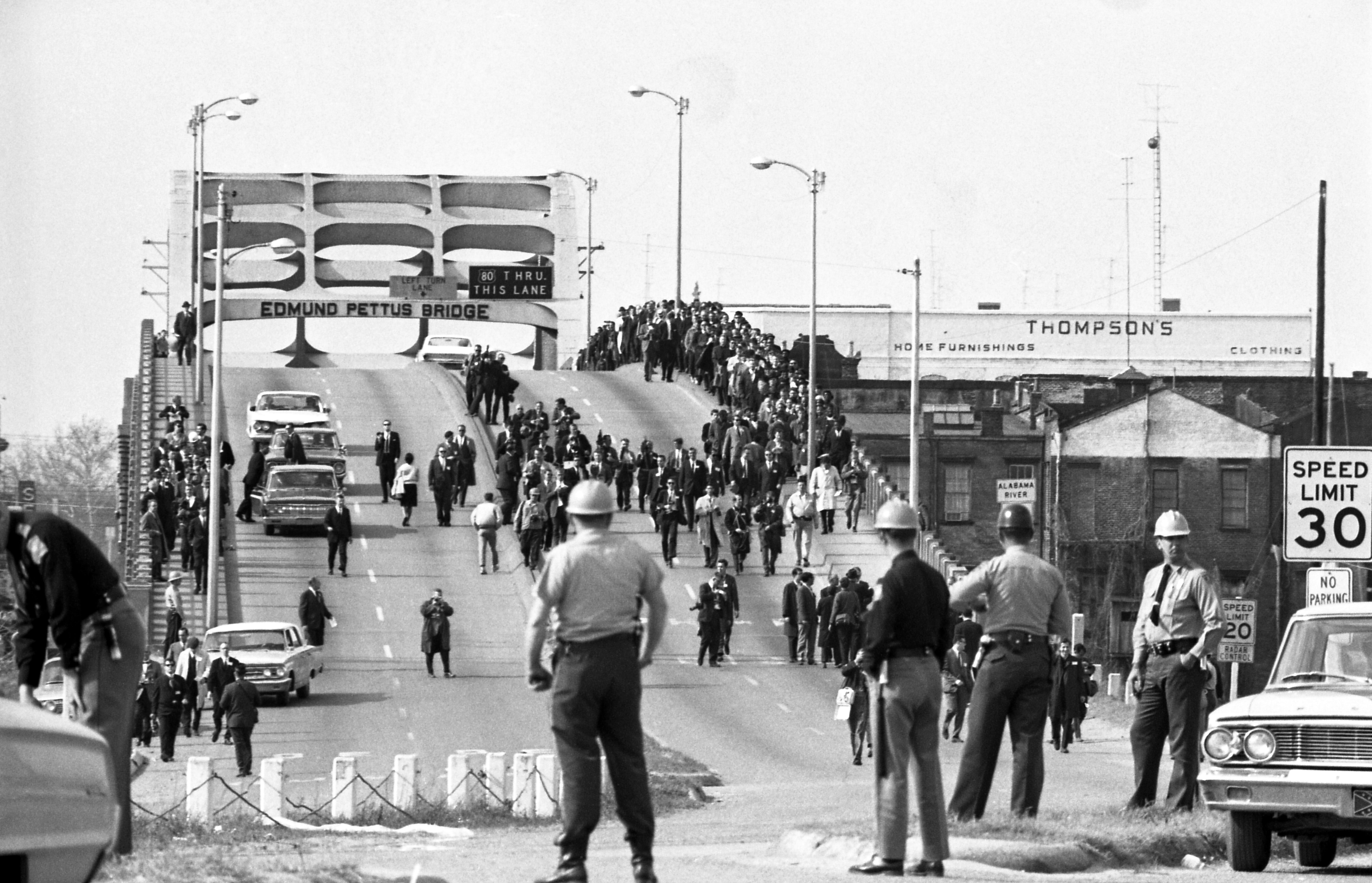
Des policiers de l'Alabama attendent les manifestants au pont Edmund Pettus.

En décembre 1964, Martin Luther King et le SCLC joignent à nouveau leurs forces à celles du Student Nonviolent Coordinating Committee (SNCC) à Selma, Alabama, où le SNCC travaille à l'enregistrement des électeurs sur les listes électorales depuis des mois. Selma est alors un lieu important pour la défense du droit de vote des Afro-Américains. La moitié des habitants de la ville sont noirs mais seulement 1 % d'entre eux est inscrit sur les listes électorales ; le bureau d'enregistrement, qui n'est accessible que deux jours par mois, ouvre en retard et subit des pauses déjeuner à rallonge.
Le dimanche 7 mars 1965, 600 défenseurs des droits civiques quittent Selma pour tenter de rejoindre Montgomery, la capitale de l'État, pour présenter leurs doléances au moyen d'une marche pacifique. Ils sont arrêtés au bout de quelques kilomètres au pont Edmund Pettus par la police et une foule hostile qui les repoussent violemment à coup de matraques et de gaz lacrymogène. Ce jour sera connu sous le nom de Bloody Sunday et marque un tournant dans la lutte pour les droits civiques. Les reportages montrant les violences policières permettent au mouvement de gagner le soutien de l'opinion publique et soulignent le succès de la stratégie non violente de Martin Luther King, qui n'est pas présent lors de cette première marche, tentant de la retarder après sa rencontre avec le président Lyndon B. Johnson.
Deux jours après, Martin mène une marche symbolique jusqu'au pont, une action qu'il semble avoir négociée avec les autorités locales et qui provoque l'incompréhension des militants de Selma. Le mouvement cherche alors la protection de la justice afin d'accomplir la marche et le juge de la Cour fédérale, Frank Minis Johnson Jr. (en), tranche en faveur des manifestants :

« La loi est claire sur le fait que le droit de pétitionner ses griefs auprès du gouvernement peut être exercé en groupe de grande amplitude […] et ces droits peuvent être exercés par une marche, même le long d'une route publique. »

Entretemps, le 11 mars, King pleure devant la télévision de Marie Foster en apprenant la nouvelle du soutien de Johnson pour une loi sur le droit de vote.
3 200 marcheurs partent finalement de Selma le dimanche 21 mars 1965, parcourant 20 km par jour et dormant dans les champs. C'est pendant ce trajet que Willie Ricks élabore le terme « Black Power ». Au moment où ils atteignent le capitole de Montgomery, le jeudi 25 mars, les marcheurs sont 25 000. Martin Luther King prononce alors le discours « How Long, Not Long » (Combien de Temps, Peu de Temps). Le jour même, la militante blanche des droits civiques Viola Liuzzo est assassinée par le Ku Klux Klan, alors qu'elle ramène des marcheurs dans sa voiture. Martin assiste à ses funérailles et le président Johnson intervient directement à la télévision pour annoncer l'arrestation des coupables.
Moins de cinq mois plus tard, le président Johnson réussit à faire adopter par le Congrès le Voting Rights Act qu'il promulgue le 6 août 1965, loi fédérale qui prohibe toutes les lois et réglementations ségrégatives entravant l'application du Quinzième amendement de la Constitution des États-Unis, de 1870, garantissant le droit de vote à tous les citoyens des États-Unis sur l'ensemble des États-Unis. Les lois Jim Crow et les actes de terrorisme du Ku Klux Klan empêchant par tous les moyens possibles l'inscription des Afro-Américains sur les listes électorales et donc de voter sont concernés,.

### Chicago

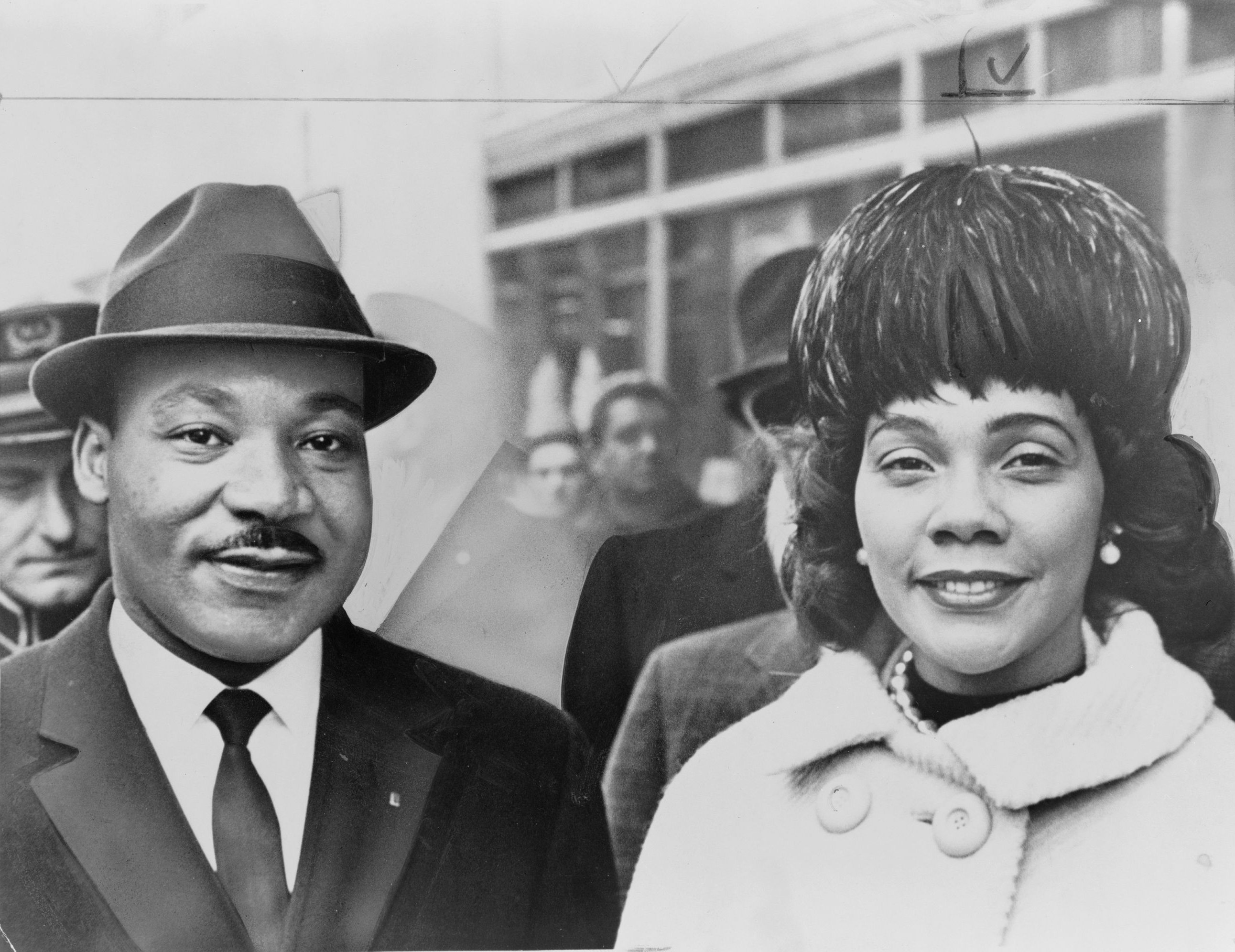
Martin Luther et Coretta Scott King, 1964. La vie dans les bidonvilles à Chicago a été très dure pour la famille de King.

En 1966, après les succès du Sud, Martin Luther King et d'autres organisations de défense des droits civiques essayent d'étendre le mouvement vers le nord, Chicago devenant l'objectif principal. Martin Luther King et Ralph Abernathy, tous les deux de classe moyenne, déménagent vers les bidonvilles de Chicago dans le cadre d'une expérience éducative et pour montrer leur soutien et leur empathie avec les pauvres.
La SCLC forme une alliance avec la CCCO (Coordinating Council of Community Organizations), une organisation fondée par Albert Raby Jr., et avec le CFM (Chicago Freedom Movement). Au printemps, des tests sont réalisés par des couples noirs ou blancs, afin de dévoiler les pratiques discriminatoires des sociétés immobilières. Les tests révèlent que la sélection des couples qui postulent pour un logement n'est aucunement basée sur le revenu, le parcours, le nombre d'enfants ou d'autres caractéristiques socio-économiques (car les couples ont exactement les mêmes), mais bien sur la couleur de peau.
Plusieurs grandes marches pacifiques sont organisées dans Chicago et Abernathy écrira plus tard que l'accueil qui leur est réservé est pire que dans le Sud. Ils sont reçus par une foule haineuse et des lancers de bouteilles. King et lui commencent à vraiment craindre qu'une émeute se déclenche. Les croyances de Martin Luther King se heurtent à sa responsabilité d'emmener les siens vers un événement violent. Si Luther King a la conviction qu'une marche pacifique sera dispersée dans la violence, il préfère l'annuler pour la sécurité de tous, comme ce fut le cas lors du Bloody Sunday. Il conduit néanmoins ces marches malgré des menaces de mort sur sa personne. La violence à Chicago est si intense qu'elle bouleverse les deux amis.
Un autre problème est la duplicité des dirigeants de la ville quand King est confronté à la machine politique du maire Richard Daley, considéré comme un des derniers « boss » d'une grande ville américaine. À la suite des demandes de King d'intégration raciale de certains quartiers comme Chicago Lawn, Daley organise une « conférence au sommet » et signe un accord avec King et Abernathy pour arrêter la discrimination sur le logement. Mais l'accord, qui n'a aucune étendue légale, est ensuite largement ignoré par la mairie. Abernathy ne peut plus supporter les conditions de vie dans les taudis et déménage secrètement après un court moment. Martin Luther King reste et écrit sur l'impact émotionnel que cela représente pour Coretta et ses enfants de vivre dans des conditions aussi dures.
Quand Martin et ses alliés retournent chez eux, ils laissent Jesse Jackson, un jeune séminariste qui avait déjà participé aux actions dans le Sud, qui organise les premiers boycotts réussis pour le droit à l'accès aux mêmes emplois, ce qui sera un succès tel qu'il débouchera sur le programme d'opportunités égales dans les années 1970.

### Contre la guerre du Viêt Nam et la pauvreté

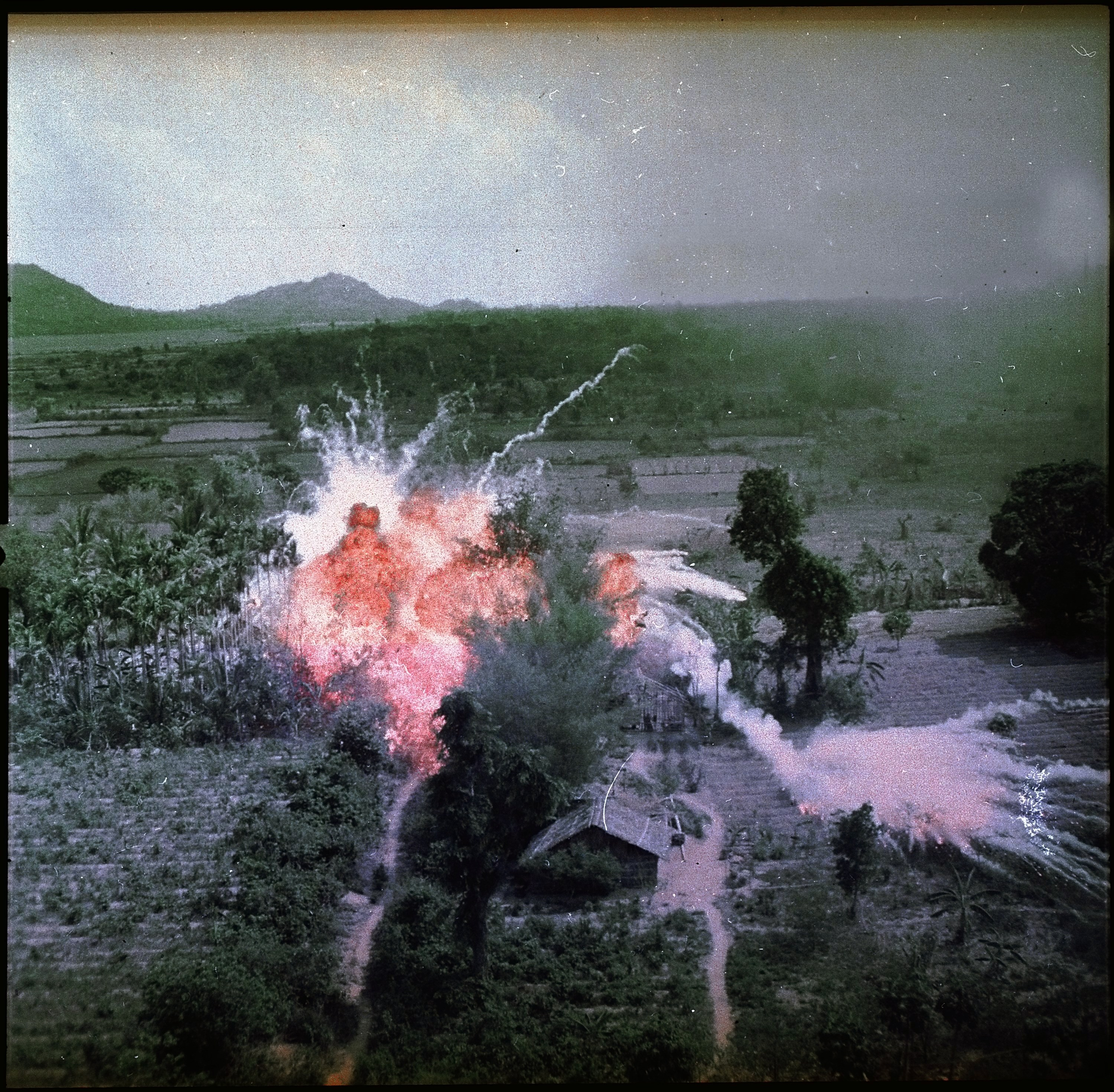
Bombardement au napalm au sud de Saïgon, 1965.

À partir de 1965, Martin Luther King commence à exprimer ses doutes sur le rôle des États-Unis dans la guerre du Viêt Nam. Le 4 avril 1967, un an avant sa mort, il fait à New York le discours « Au-delà du Viêt Nam : le moment de briser le silence ». Il y dénonce l'attitude des États-Unis au Viêt Nam et insiste sur le fait « qu'ils occupent le pays comme une colonie américaine » et appelle le gouvernement américain « le plus grand fournisseur de violence dans le monde aujourd'hui ». Il insiste aussi sur le fait que le pays a besoin d'un plus grand changement moral :

« Une vraie révolution des valeurs regarderait bientôt d'une manière honteuse les contrastes frappants entre la pauvreté et la richesse. Avec une indignation justifiée, elle regarderait au-delà des mers et verrait les capitalistes individualistes de l'Ouest investissant d'énormes sommes d'argent en Asie, en Afrique et en Amérique du Sud, juste pour faire des profits et sans aucune préoccupation pour les améliorations sociales dans ces pays, et dirait : « Ce n'est pas juste. » »

Il considère que le Viêt Nam rend difficile d'atteindre les objectifs énoncés par Johnson lors de son discours sur l'état de l'Union de 1964, annonçant une « guerre contre la pauvreté ». Martin Luther King était déjà haï par de nombreux Blancs racistes des États du Sud, mais ce discours retourne de nombreux médias importants contre lui. Time appelle le discours « une calomnie démagogique qui ressemblait à un script de Radio Hanoi », et le Washington Post déclare que King « a diminué son utilité à sa cause, son pays, son peuple ».
Luther King déclare souvent que le Viêt Nam du Nord « n'avait pas commencé à envoyer un grand nombre de provisions ou d'hommes tant que les forces américaines n'étaient pas arrivées par dizaines de milliers ». Il acclame également la réforme agraire entreprise par le nord. Il accuse aussi les États-Unis d'avoir tué un million de Vietnamiens, « surtout des enfants ». Il propose dans une lettre le moine bouddhiste et pacifiste vietnamien Thích Nhất Hạnh, qui lutte pour l'arrêt du conflit, au prix Nobel de la paix de l'année 1967.
En 1967, Martin Luther King invite les jeunes Américains à se déclarer objecteurs de conscience.

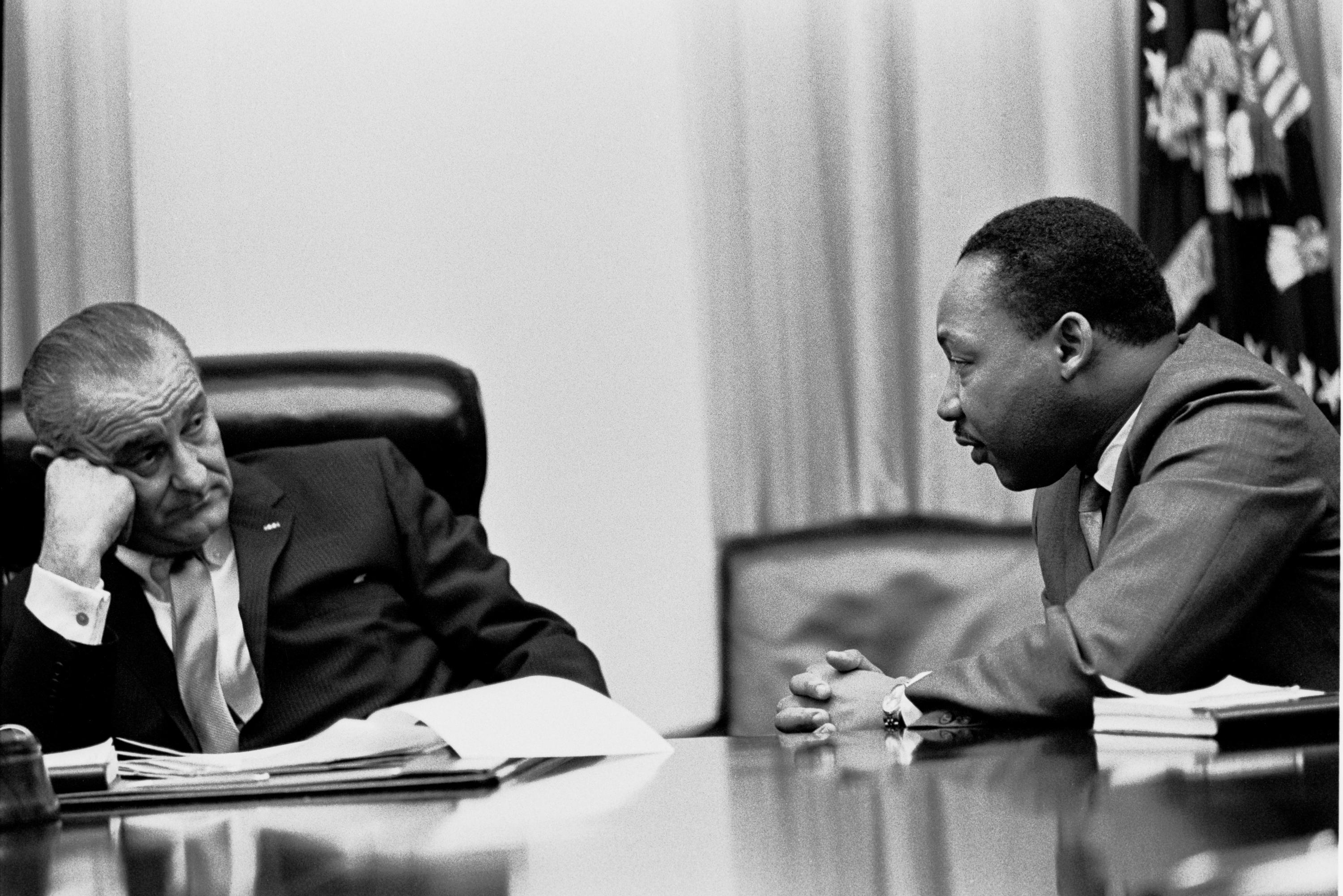
Rencontre entre Martin Luther King et le président américain Lyndon Johnson à la Maison-Blanche, 1966.

Martin Luther King dit aussi dans son discours que « la vraie compassion, c'est plus que jeter une pièce à un mendiant. Il s'agit de voir qu'un édifice qui produit des mendiants a besoin d'une restructuration. […] notre nation [se trouve] du mauvais côté d'une révolution mondiale. ». Martin Luther King questionne « notre alliance avec les propriétaires terriens de l'Amérique latine » et demande pourquoi les États-Unis répriment au lieu de soutenir les révolutions des « peuples pieds-nus et sans chemise » du tiers monde.
Le discours est un reflet de l'évolution politique de Martin Luther King dans ses dernières années, due en partie à son affiliation avec le Highlander Research and Education Center progressiste. Martin Luther commence à parler d'un besoin de changements fondamentaux dans la vie politique et économique de la nation. Il exprime plus fréquemment son opposition à la guerre et le besoin de redistribuer les ressources pour corriger les injustices raciales et sociales. Bien que ses allocutions publiques soient réservées afin d'éviter d'être étiquetées communistes par ses ennemis politiques, en privé, il déclare souvent soutenir le socialisme démocratique :

« Vous ne pouvez pas parler d'une résolution du problème économique des nègres sans parler de milliards de dollars. Vous ne pouvez pas parler de la fin des bidonvilles sans dire d'abord que les profits ne doivent plus être faits sur les bidonvilles. Vous falsifiez vraiment parce que vous avez affaire à des gens maintenant. Vous avez affaire à des capitaines d'industrie […] Maintenant ça signifie que vous vous déplacez dans une mer agitée, parce que ça signifie qu'il y a quelque chose qui ne va pas avec… Le capitalisme… Il doit y avoir une meilleure distribution des richesses et peut-être que l'Amérique doit se diriger vers un socialisme démocratique. »

Martin Luther King a lu Karl Marx alors qu'il était à Morehouse, mais tandis qu'il rejette le « capitalisme traditionnel », il rejette également le communisme à cause « de son interprétation matérialiste de l'histoire » qui nie la religion, son « relativisme ethnique » et son « totalitarisme politique ».

### Campagne des pauvres

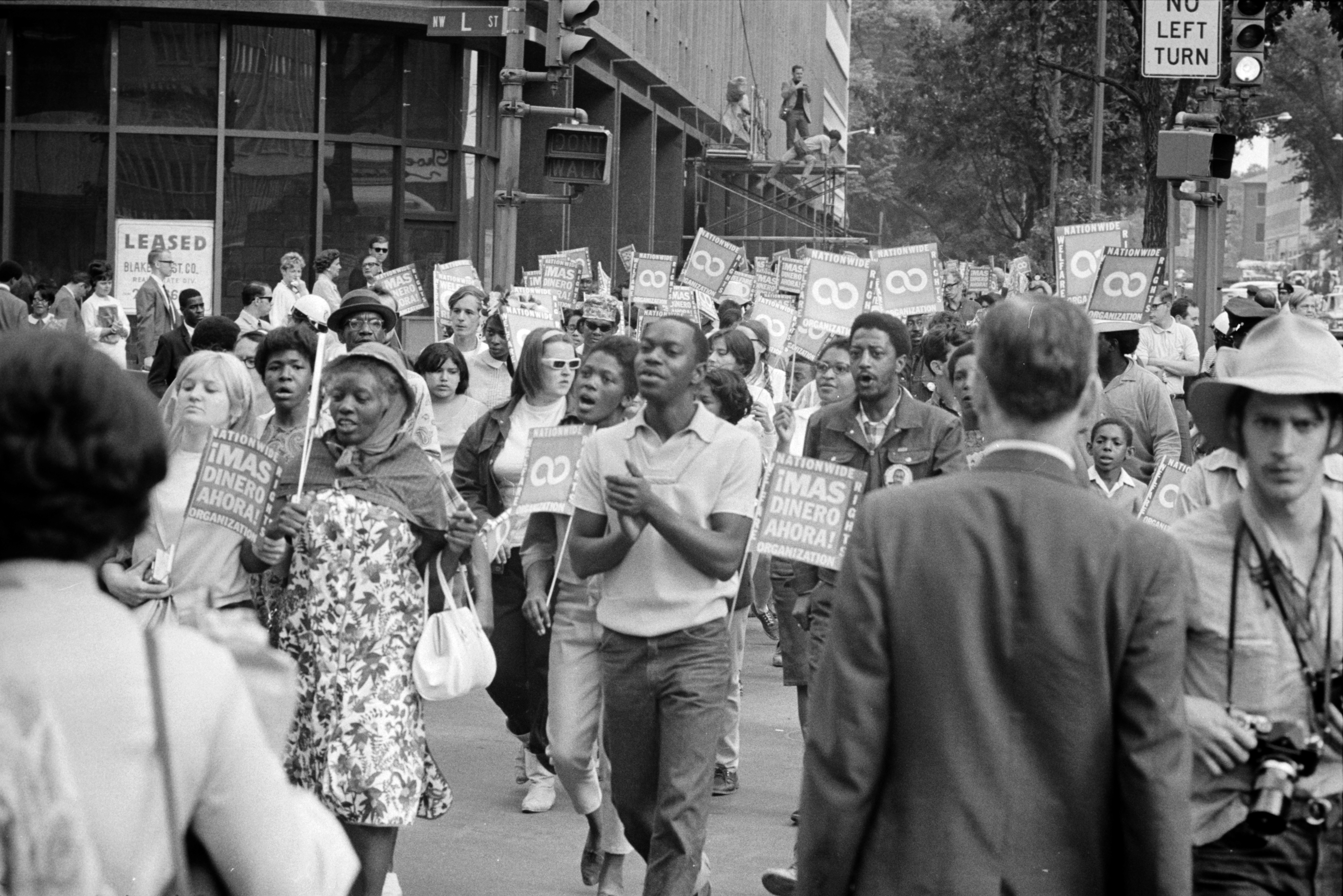
Marche des pauvres à Washington, D.C., 1968.

À partir de novembre 1967, King et l'équipe de la Conférence du leadership chrétien du Sud (SCLC) se réunissent pour discuter de la nouvelle législation, des émeutes raciales (hot summers) et de l'apparition du Black Power. Ils décident alors d'organiser la Poor People's Campaign (en) (la Campagne des pauvres) afin de lutter pour la justice sociale. Qualifiée par le pasteur de « seconde phase dans le mouvement des droits civiques », celle-ci vise à lutter contre la pauvreté, d'où qu'elle vienne, et ne se restreint donc pas à la défense des Afro-Américains. King affirme alors : « Ce ne doit pas être seulement les gens noirs, mais tous les pauvres. Nous devons inclure les Amérindiens, les Portoricains, les Mexicains, et même les Blancs pauvres. »
Cependant, la campagne n'est pas soutenue par tous les dirigeants du mouvement des droits civiques, y compris Bayard Rustin. Leur opposition inclut des arguments sur le fait que les buts de la campagne sont trop larges, les demandes irréalisables et que cela accélérera le mouvement de répression contre les pauvres et les Noirs.
Martin Luther King traverse le pays de long en large pour rassembler une « armée multiraciale des pauvres » qui marcherait sur Washington et engagerait une désobéissance civile pacifique au Capitole, si besoin est jusqu'à ce que le Congrès signe une déclaration des droits de l'homme du pauvre. Le Reader's Digest parlera d'une « insurrection ».
Cette « déclaration des pauvres » demande un programme d'emplois gouvernementaux pour reconstruire les villes américaines. Il y est également question de l'adoption d'une charte des droits économiques pour les pauvres, l'inscription dans la loi du salaire minimum, la participation de comités de pauvres au processus législatif, une redistribution des richesses et des constructions de logements sociaux. Après avoir lutté pour les droits civiques des Afro-Américains, Martin Luther King se déclare désormais « engagé dans une forme de lutte des classes ».
Martin Luther King voit un besoin urgent de se confronter au Congrès qui avait démontré son « hostilité aux pauvres » en « distribuant les fonds militaires avec générosité » mais donnant « des fonds aux pauvres avec avarice ». Sa vision est celle d'un changement qui est plus révolutionnaire qu'une simple réforme : il cite les défauts systématiques du racisme, de la pauvreté, du militarisme et du matérialisme, et affirme que « la reconstruction de la société elle-même était le vrai problème qu'il fallait résoudre ».
Mais l'assassinat de Luther King en avril 1968 affecte lourdement la campagne. Celle-ci est tout de même lancée en mai, culminant avec une marche sur Washington, sans réussir à atteindre ses objectifs.

### Assassinat
Fin mars 1968, Martin Luther King se déplace à Memphis (Tennessee) pour soutenir les éboueurs noirs locaux qui sont en grève depuis le 12 mars afin d'obtenir un meilleur salaire et un meilleur traitement. Les Afro-Américains sont alors payés 1,70 dollar de l'heure et ne sont pas payés quand ils ne peuvent pas travailler pour raison climatique, contrairement aux travailleurs blancs,. Des violences éclatent autour des marches pacifiques, un jeune Afro-Américain est tué.

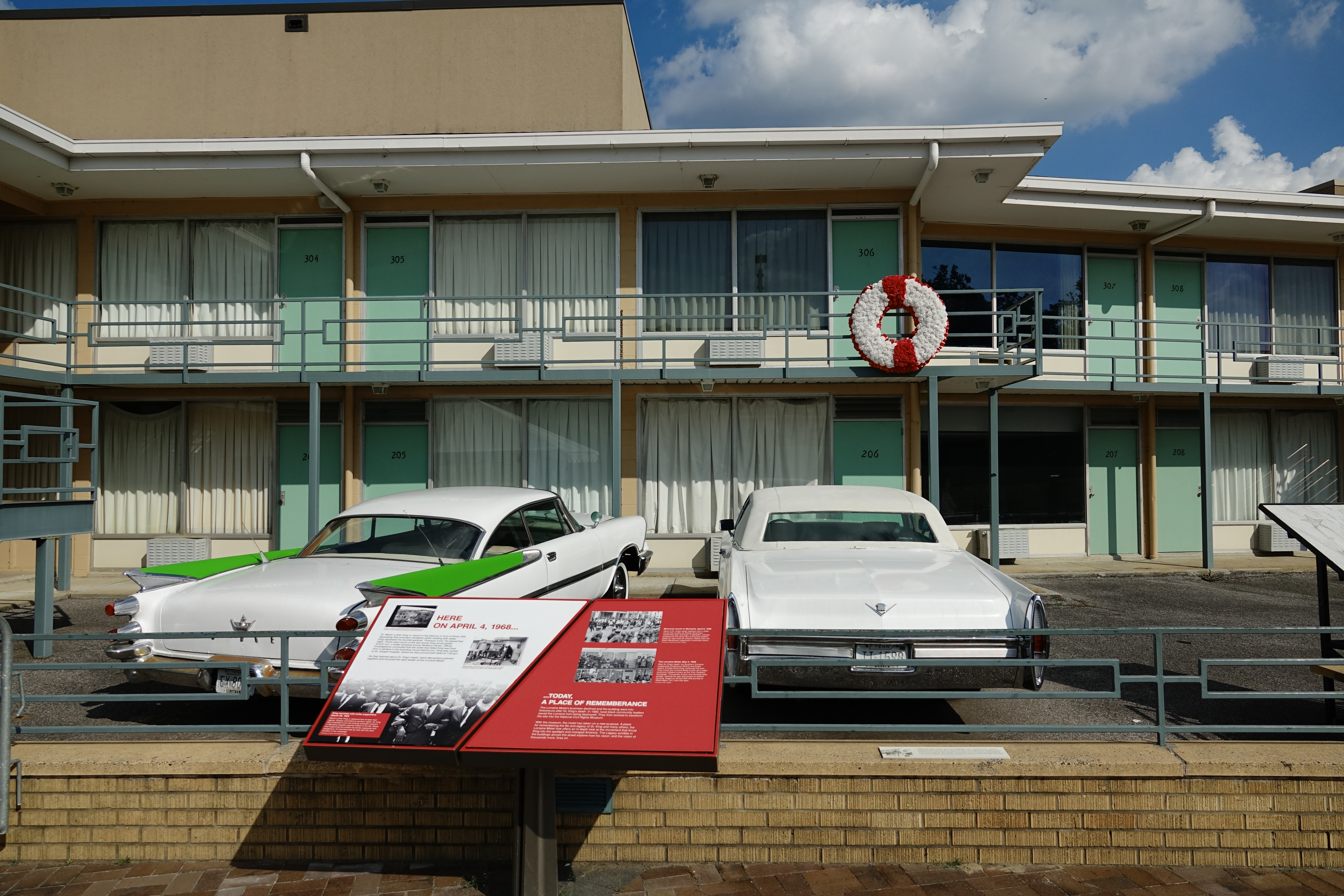
Le balcon du Lorraine Motel où a été assassiné Martin Luther King. La couronne de fleurs sur le balcon indique l'emplacement approximatif de King lorsqu'il a été abattu. Le bâtiment abrite désormais le musée national des droits civiques.

Le 3 avril, au Mason Temple, siège mondial de la Church of God in Christ, Martin Luther King fait le discours prophétique « I've Been to the Mountaintop » (« J'ai été au sommet de la montagne ») devant une foule euphorique, :
« Ce n'est pas vraiment important ce qui arrive maintenant. […] Certains ont commencé à […] parler des menaces qui se profilaient. Qu'est-ce qui pourrait m'arriver de la part d'un de nos frères blancs malades ? […] Comme tout le monde, j'aimerais vivre une longue vie. La longévité est importante mais ce n'est pas ce qui m'inquiète pour le moment. Je veux juste accomplir la volonté de Dieu. Et il m'a autorisé à grimper sur la montagne ! Et j'ai regardé autour de moi, et j'ai vu la terre promise. Je n'irai peut-être pas là-bas avec vous. Mais je veux que vous sachiez ce soir, que nous, en tant que peuple, atteindrons la terre promise. Et je suis si heureux ce soir. Je n'ai aucune crainte. Je n'ai peur d'aucun homme. Mes yeux ont vu la gloire de la venue du Seigneur ! »
Le 4 avril 1968 à 18 h 01, alors qu'il discute avec Jesse Jackson sur le balcon du Lorraine Motel, devant la chambre 306, Martin Luther King est assassiné. Ses dernières paroles, quelques instants auparavant, sont dites au musicien Ben Branch qui devait se produire ce soir-là lors d'une réunion publique à laquelle King devait assister :

« Ben, prévois de jouer Precious Lord, Take My Hand [Seigneur, prends ma main] à la réunion de ce soir. Joue-le de la plus belle manière. »

Ses autres amis à l'intérieur de la chambre entendent un coup de feu et courent sur le balcon pour trouver Martin Luther King étendu sur le sol dans une mare de sang, abattu d'une balle dans la gorge par un tireur embusqué. Ses derniers mots d'après Jesse Jackson sont « Oh mon Dieu ». Il est déclaré mort au St. Joseph's Hospital à 19 h 05.

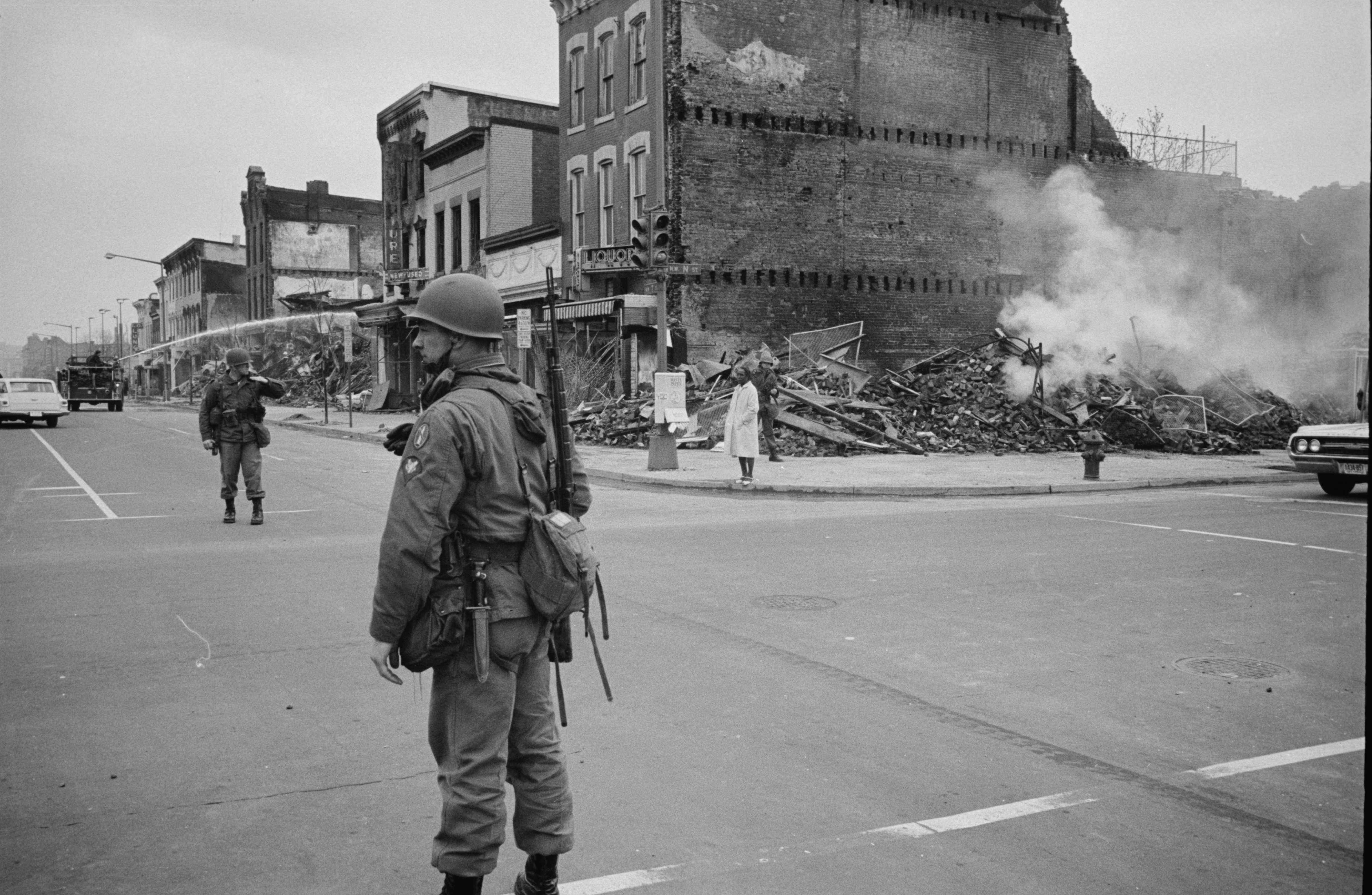
Soldat montant la garde après des émeutes raciales à la suite de la mort de MLK à Washington, D.C.

L'assassinat provoque une vague d'émeutes raciales dans 60 villes des États-Unis (125 au total) qui fait de nombreux morts et nécessite l'intervention de la Garde nationale.
Cinq jours plus tard, le président Johnson déclare un jour de deuil national, le premier pour un Afro-Américain, en l'honneur de Martin Luther King. 300 000 personnes assistent à ses funérailles le même jour, ainsi que le vice-président Hubert Humphrey. Johnson se trouve à une réunion sur le Viêt Nam à Camp David et il y a des craintes que la présence du président provoque des manifestations des pacifistes. Des émeutes de colère éclatent dans plus de 100 villes faisant 46 victimes.
À la demande de sa veuve, Martin Luther King fait sa propre oraison funèbre avec son dernier sermon « Drum Major » enregistré à l'Ebenezer Baptist Church. Dans ce sermon, il demande qu'à ses funérailles aucune mention de ses honneurs ne soit faite, mais qu'il soit dit qu'il avait essayé de « nourrir les affamés », d'« habiller les nus », d'« être droit sur la question du Viêt Nam » et d'« aimer et servir l'humanité ». À sa demande, son amie Mahalia Jackson chante son hymne favori, Take My Hand, Precious Lord.
La ville de Memphis négocie la fin de la grève d'une manière favorable aux éboueurs après l'assassinat,.
D'après le biographe de Taylor Branch, l'autopsie de King révèle que bien qu'il ait seulement 39 ans, son cœur paraissait celui d'un homme âgé de 60 ans, montrant physiquement l'effet du stress de 13 ans dans le mouvement des droits civiques. Entre 1957 et 1968, King avait voyagé sur plus de 9,6 millions de kilomètres (en octobre 1965 puis en mars 1966, il est notamment venu en France à l'invitation du comité de soutien franco-américain pour l'intégration raciale), parlé en public plus de 2 500 fois, été arrêté par la police plus de vingt fois et été agressé physiquement au moins quatre fois. Les cendres de King reposent dans le Martin Luther King, Jr. National Historical Park.

#### Enquêtes et développements récents
Deux mois après la mort de Martin Luther King, James Earl Ray, un ségrégationniste blanc qui a des antécédents judiciaires de droit commun et est d'ailleurs évadé de prison, est capturé à l'aéroport de Londres-Heathrow alors qu'il essaie de quitter le Royaume-Uni avec un faux passeport canadien au nom de Ramon George Sneyd. Ray est très vite extradé au Tennessee et accusé du meurtre de Martin Luther King, ayant avoué l'assassinat le 10 mars 1969, avant de se rétracter trois jours après. Sur le conseil de son avocat Percy Foreman, Ray choisit de plaider coupable afin d'éviter la peine de mort. Il est condamné à 99 ans de prison.

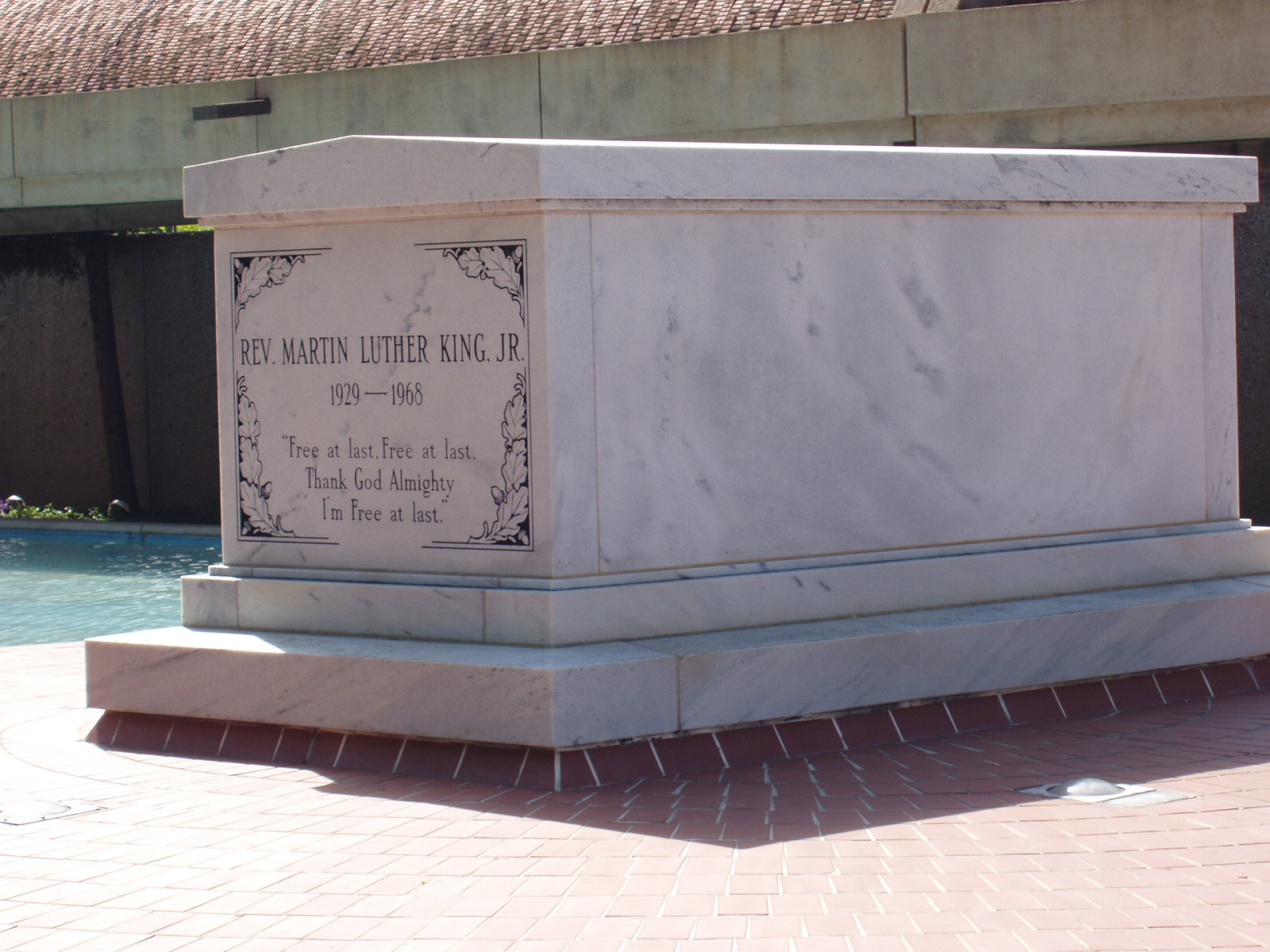
Tombe de Martin Luther King au Martin Luther King, Jr. National Historical Park à Atlanta sur laquelle on peut lire « Free at last » (Enfin libre).

Ray renvoie son avocat, clamant que les coupables du meurtre sont un certain « Raoul » et son frère Johnny qu'il a rencontrés à Montréal au Canada. Il raconte de plus qu'« il n'avait pas tiré personnellement sur King » mais qu'il pouvait « être partiellement responsable sans le savoir », indiquant une piste de conspiration. Il passe alors le reste de sa vie à tenter vainement de faire rouvrir son procès sur la base de sa non-culpabilité.
Le 10 juin 1977, peu après avoir témoigné devant une commission du Congrès des États-Unis sur les assassinats qu'il n'avait pas tué Luther King, il s'évade avec six autres condamnés du pénitencier d’État de Brushy Mountain (en) au Tennessee. Il est repris le 13 juin et retourne en prison.
En 1997, Dexter Scott King, le fils de Martin Luther King, rencontre Ray et soutient publiquement les efforts de Ray pour obtenir un nouveau jugement.
En 1999, un an après la mort de Ray, Coretta Scott King, veuve de Martin Luther et dirigeante des droits civiques elle aussi, et le reste de la famille King gagnent un procès civil contre Loyd Jowers (propriétaire d'un restaurant non loin du motel) et « d'autres conspirateurs ». En décembre 1993, Jowers était apparu dans le Prime Time Live d'ABC News et avait révélé des détails d'une conspiration impliquant la mafia et le gouvernement pour tuer Martin Luther King. Jowers raconte lors du procès avoir reçu 100 000 dollars pour organiser l'assassinat de Martin Luther King. Le jury de six Noirs et six Blancs juge Jowers coupable et mentionne que « des agences fédérales étaient associées » au complot de l'assassinat. William F. Pepper, ancien avocat de Ray, représente la famille de King lors du procès et produit 70 témoins,. À l'issue de celui-ci, la famille de Martin Luther King ne croit pas que Ray ait quelque chose à voir avec l'assassinat.
En 2000, le département de la Justice des États-Unis termine une enquête sur les révélations de Jowers, mais ne trouve aucune preuve qui pourrait démontrer une conspiration. Le rapport d'enquête recommande qu'il n'y ait aucune nouvelle recherche tant que de nouveaux faits fiables ne seraient pas présentés.

#### Allégations de conspiration
Certains spéculent que Ray n'était qu'un pion, de la même façon que l'assassin de John F. Kennedy, Lee Harvey Oswald. Les arguments avancés par ses partisans sont :
- la confession de Ray a été obtenue sous la pression, et il a été menacé de la peine de mort[78],[79] ;
- Ray était un petit voleur et cambrioleur, il n'avait aucun casier judiciaire mentionnant un crime violent avec détention d'arme[80] ;
- deux tests balistiques conduits sur l'arme du crime, une Remington Gamemaster, n'ont jamais prouvé que Ray avait été l'assassin ni que cette arme était vraiment celle qui avait servi au meurtre[81],[82] ;
- des témoins du meurtre de King disent que le coup de feu ne provenait pas de la pension mentionnée par l'enquête, mais d'un buisson à côté d'elle, buisson enlevé quelques jours après l'assassinat[83].

Le 6 avril 2002, le New York Times rapporta qu'un pasteur, le révérend Ronald Denton Wilson, déclarait que c'était son père Henry Clay Wilson qui avait assassiné Martin Luther King Jr., et non James Earl Ray. Il dit que ses motifs n'étaient pas racistes mais politiques, pensant que King était communiste.
En 2004, Jesse Jackson, qui était avec King au moment de son assassinat, nota :

« Le fait est qu'il y avait des saboteurs pour perturber la marche. À l'intérieur de notre propre organisation, on a découvert qu'une personne très importante était payée par le gouvernement. Donc infiltration à l'intérieur, saboteurs à l'extérieur et attaques de la presse. […] Je ne croirai jamais que James Earl Ray avait le mobile, l'argent et la mobilité pour avoir fait cela lui-même. Notre gouvernement a été très impliqué à préparer le terrain et je pense l'itinéraire de fuite de James Earl Ray. »

 Il ajoute qu'avec le nombre de policiers autour du motel, dont un a vu King se faire abattre, et l'efficacité de la police de Memphis qui a systématiquement empêché les fuites de braqueurs de banque par le passé, il est impossible que James Earl Ray ou un autre assassin ait pu fuir sans complicités.
Un ami et collègue de King, James Bevel, résume plus abruptement :

« Il n'y a aucun moyen qu'un garçon blanc à 10 cents puisse élaborer un plan pour tuer un homme noir à 10 millions de dollars. »

Les biographes David Garrow et Gerald Posner s'opposent au contraire aux conclusions de William F. Pepper qui a amené le jugement de 1999 accusant le gouvernement d'implication dans le meurtre de Martin Luther King Jr..

## Pensée

### Désobéissance civile et non-violence

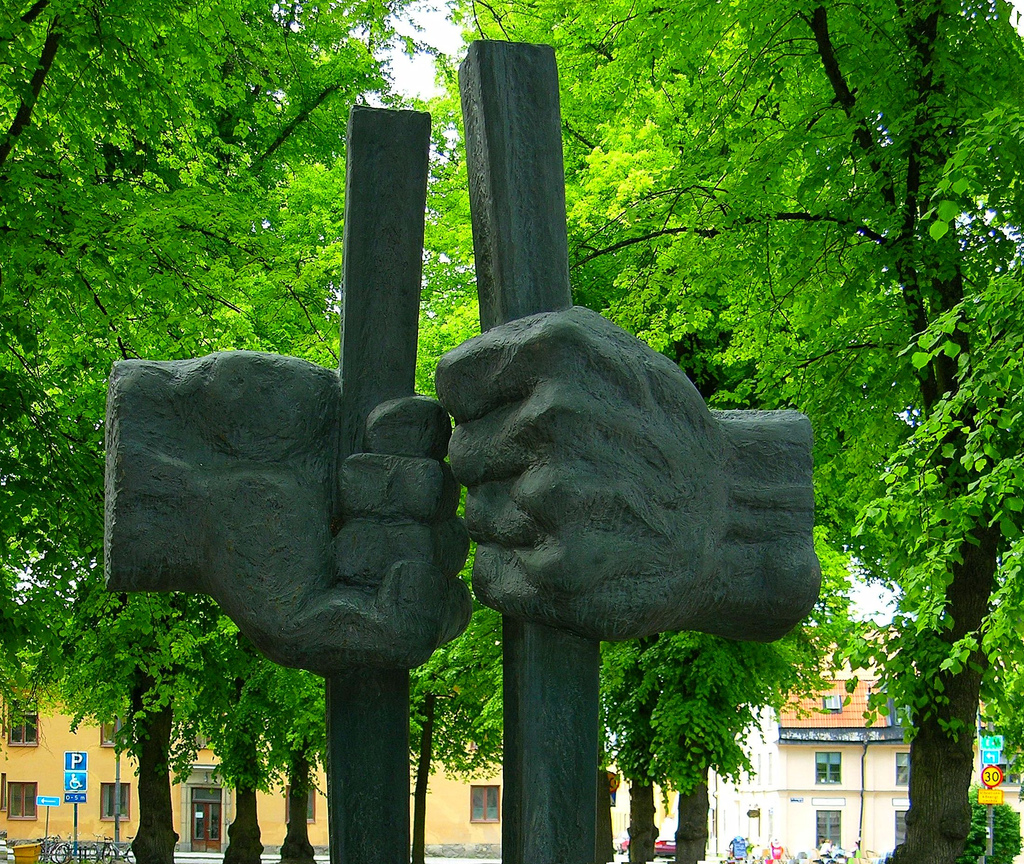
Monument dédié à Martin Luther King à l'université d'Uppsala, Suède.

Dans la Lettre de la prison de Birmingham écrite le 16 avril 1963 alors qu'il est arrêté pour une manifestation non violente, Martin Luther King répond à huit prêtres blancs de l'Alabama qui ont écrit quatre jours plus tôt une lettre intitulée Un appel à l'unité. S'ils admettaient l'existence des injustices sociales, ils exprimaient la croyance que la bataille contre la ségrégation raciale devait avoir lieu dans les tribunaux et non dans la rue. Martin Luther répond alors que sans des actions directes et puissantes comme celles qu'il entreprenait, les droits civiques ne seraient jamais obtenus.
Il écrit : « attendre a presque toujours signifié jamais », et il affirme que la désobéissance civile est non seulement justifiée face à une loi injuste, mais aussi que « chacun a la responsabilité morale de désobéir aux lois injustes ».
La lettre inclut la célèbre citation « Une injustice où qu'elle soit est une menace pour la justice partout » mais aussi les paroles de Thurgood Marshall qu'il répète : « Une justice trop longtemps retardée est une justice refusée ».
Jusqu'à la fin de sa vie, Martin Luther King reste opposé à la radicalisation et à la violence prônée par le Black Power et souligne que « Les émeutes ne règlent rien » et considère ce moyen comme inefficace au-delà même de la nature opposée des émeutes à sa doctrine de non-violence, de morale et de foi :

« Si on dit que le pouvoir est la capacité à changer les choses ou la capacité à réussir ses objectifs, alors ce n'est pas le pouvoir que de s'engager dans un acte qui n'accomplit pas cela : et ceci quel que soit le bruit que vous fassiez et le nombre de choses que vous brûliez. »

Pour lui une guérilla comme celle de Che Guevara est une « illusion romantique ». Il préfère la discipline de la désobéissance civile qu'il définit non seulement comme un droit mais aussi un hommage à une énergie démocratique inexploitée. De même pour la pauvreté, il demande aux militants d'« utiliser tout le pouvoir de la non-violence sur le problème économique », même si rien dans la constitution américaine ne garantit un toit et un repas. Martin Luther King reconnaît la difficulté de la tâche mais demande à ne pas être intimidé par ceux qui se moquent de la non-violence. Il note la similitude de leur lutte avec celle de Jésus :

« L'opinion publique s'est retournée contre lui. Ils ont dit qu'il était un agitateur. Il utilisait la désobéissance civile. Il a refusé les injonctions de la loi. »

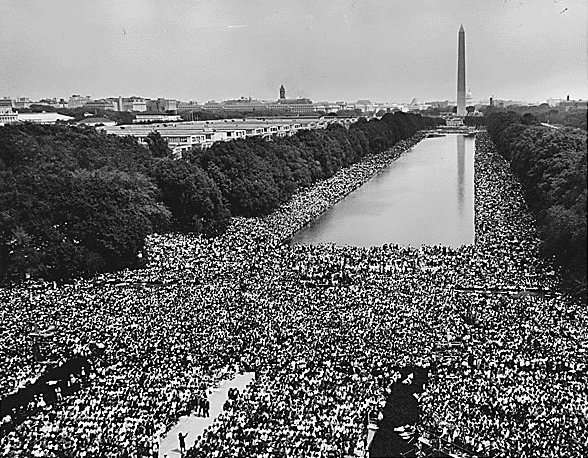
Foule à la marche sur Washington de 1963.

Pour MLK, la non-violence est non seulement juste mais indispensable, car aussi juste que soit la cause d'origine, la violence signifie l'échec et le cycle de vengeance de la loi du talion, alors qu'il défend l'éthique de réciprocité :

« L'ultime faiblesse de la violence est que c'est une spirale descendante, engendrant la chose même qu'elle cherche à détruire. Au lieu d'affaiblir le mal, elle le multiplie. En utilisant la violence, vous pouvez tuer le menteur, mais vous ne pouvez pas tuer le mensonge, ni rétablir la vérité. En utilisant la violence, vous pouvez assassiner le haineux, mais vous ne pouvez pas tuer la haine. En fait, la violence fait simplement grandir la haine. Et cela continue… Rendre la haine pour la haine multiplie la haine, ajoutant une obscurité plus profonde à une nuit sans étoiles. L'obscurité ne peut pas chasser l'obscurité : seule la lumière peut faire cela. La haine ne peut pas chasser la haine : seul l'amour peut faire cela. »

Il affirme également que la fin ne peut justifier les moyens contrairement à la formule de Nicolas Machiavel :

« J'ai toujours prêché que la non-violence demande que les moyens que nous utilisons doivent être aussi purs que la fin que nous recherchons. J'ai essayé de rendre clair que c'est mal d'utiliser des moyens immoraux pour atteindre une juste fin. Mais je dois affirmer maintenant que c'est aussi mal, voire pire encore, d'utiliser des moyens moraux pour préserver une fin immorale. »

Dans sa Lettre de Birmingham, il répond même aux prêtres, qui l'accusent de créer des opportunités à la violence avec sa désobéissance civile pacifique dans un milieu raciste, que celui qui demande justice de manière non violente ne peut être le fauteur de trouble :

« Dans votre déclaration, vous affirmez que nos actions, bien que pacifiques, doivent être condamnées parce qu'elles précipitent la violence. Mais est-ce une affirmation logique ? N'est-ce pas comme si vous condamniez un homme qui s'est fait voler parce que le fait qu'il possède de l'argent aurait engendré l'acte du vol ? »

### Égalité raciale, liberté et fierté

Marche vers Washington pour le travail et la liberté, 1963.

Au-delà de son combat pour l'égalité raciale, du discours I have a dream où il imagine que ses « quatre jeunes enfants vivront un jour dans une nation où ils ne seront pas jugés par la couleur de leur peau, mais par le contenu de leur personne » et de la victoire politique avec les votes des Civil Rights Act et Voting Rights Act, Martin Luther King a identifié que l'égalité raciale ne vient pas seulement des lois qui défendent la personne mais surtout de la façon dont cette personne se perçoit elle-même :

« Aussi longtemps que l'esprit est mis en esclavage, le corps ne peut jamais être libre. La liberté psychologique, un ferme sens d'estime de soi, est l'arme la plus puissante contre la longue nuit de l'esclavage physique. Aucune proclamation d'émancipation lincolnienne ou charte des droits civiques johnsonienne ne peut apporter totalement cette sorte de liberté. Le nègre sera libre quand il atteindra les profondeurs de son être et qu'il signera avec le stylo et l'encre de son humanité affirmée sa propre déclaration d'émancipation. Et avec un esprit tendu vers la vraie estime de soi, le nègre doit rejeter fièrement les menottes de l'auto-abnégation et dire à lui-même et au monde : « Je suis quelqu'un. Je suis une personne. Je suis un homme avec dignité et honneur. J'ai une histoire riche et noble ». »

### Pacifisme et engagement personnel

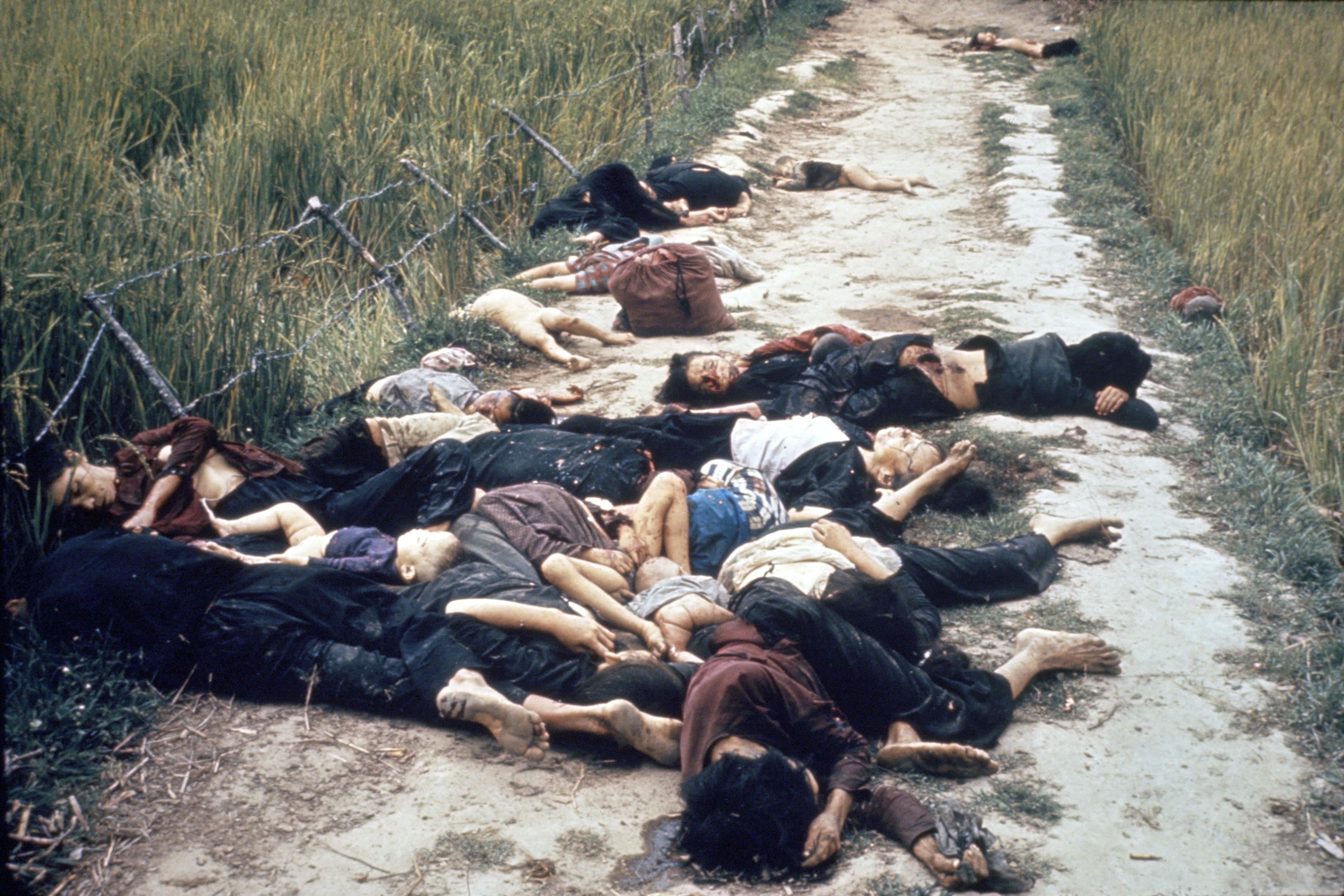
Corps d'hommes, de femmes et d'enfants victimes du Massacre de Mỹ Lai perpétré par l'armée américaine, le 16 mars 1968.

Martin Luther King souligne que la non-violence n'est pas seulement une méthode juste, mais aussi un principe qui doit être appliqué à tous les êtres humains, où qu'ils soient dans le monde, et compare la campagne non violente acclamée aux États-Unis à la violence de la guerre du Viêt Nam soutenue par une partie de l'opinion américaine :

« Il y a quelque chose d'étrangement inconsistant dans une nation qui vous acclame quand vous dites « Soyez non violent avec Jim Clark », mais qui vous maudira et vous damnera quand vous direz, « soyez non violent avec les petits enfants vietnamiens marrons ». Il y a quelque chose qui ne va pas avec cette presse. »

Pour MLK, la non-violence doit mener au pacifisme, surtout dans le contexte de la guerre froide et de la stratégie militaire de destruction mutuelle assurée qui pouvait mener à l'apocalypse :

« Les hommes, depuis des années maintenant, ont parlé de la guerre et de la paix. Mais maintenant, ils ne peuvent plus juste en parler. Ce n'est plus un choix entre la violence et la non-violence dans ce monde ; c'est un choix entre la non-violence et la non-existence. »

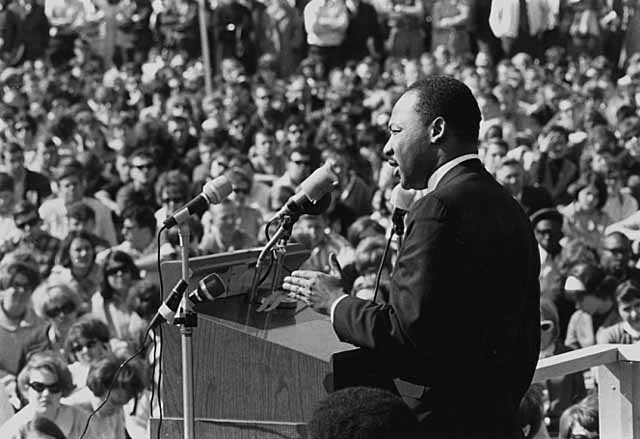
Manifestation de protestation contre la guerre du Vietnam, 1967.

Martin Luther King invoque souvent la responsabilité personnelle pour développer la paix mondiale. Pour lui, le triomphe du bien sur le mal est inévitable, malgré les fréquents reculs et guerres de l'histoire :

« Je refuse d'accepter la notion cynique que nations après nations doivent descendre l'escalier militariste vers l'enfer de la destruction thermonucléaire. Je crois que la vérité désarmée et l'amour inconditionnel auront le mot de la fin en réalité. C'est pourquoi le bien, même temporairement vaincu, est plus fort que le mal triomphant. »

Il admet que cette opinion idéaliste et morale est difficile à tenir dans ce contexte historique, mais il souligne que la conscience et l'idéal de justice ne doivent pas reculer face à une opinion publique défavorable, au calcul politique ou à une tâche qui semble insurmontable :

« Sur certaines prises de positions, la couardise pose la question : « Est-ce sans danger ? », l'opportunisme pose la question : « Est-ce politique ? », et la vanité les rejoint et pose la question : « Est-ce populaire ? » Mais la conscience pose la question : « Est-ce juste ? » Et il arrive alors un moment où quelqu'un doit prendre position pour quelque chose qui n'est ni sans danger, ni politique, ni populaire mais doit le faire parce que sa conscience lui dit que c'est juste. Je crois aujourd'hui qu'il y a un besoin pour toutes les personnes de bonne volonté de se rassembler dans un grand acte de conscience et de dire les mots du vieux negro spiritual, « Nous n'allons plus étudier la guerre ». Ceci est le défi de l'homme moderne. »

### Vie spirituelle contre confort matériel

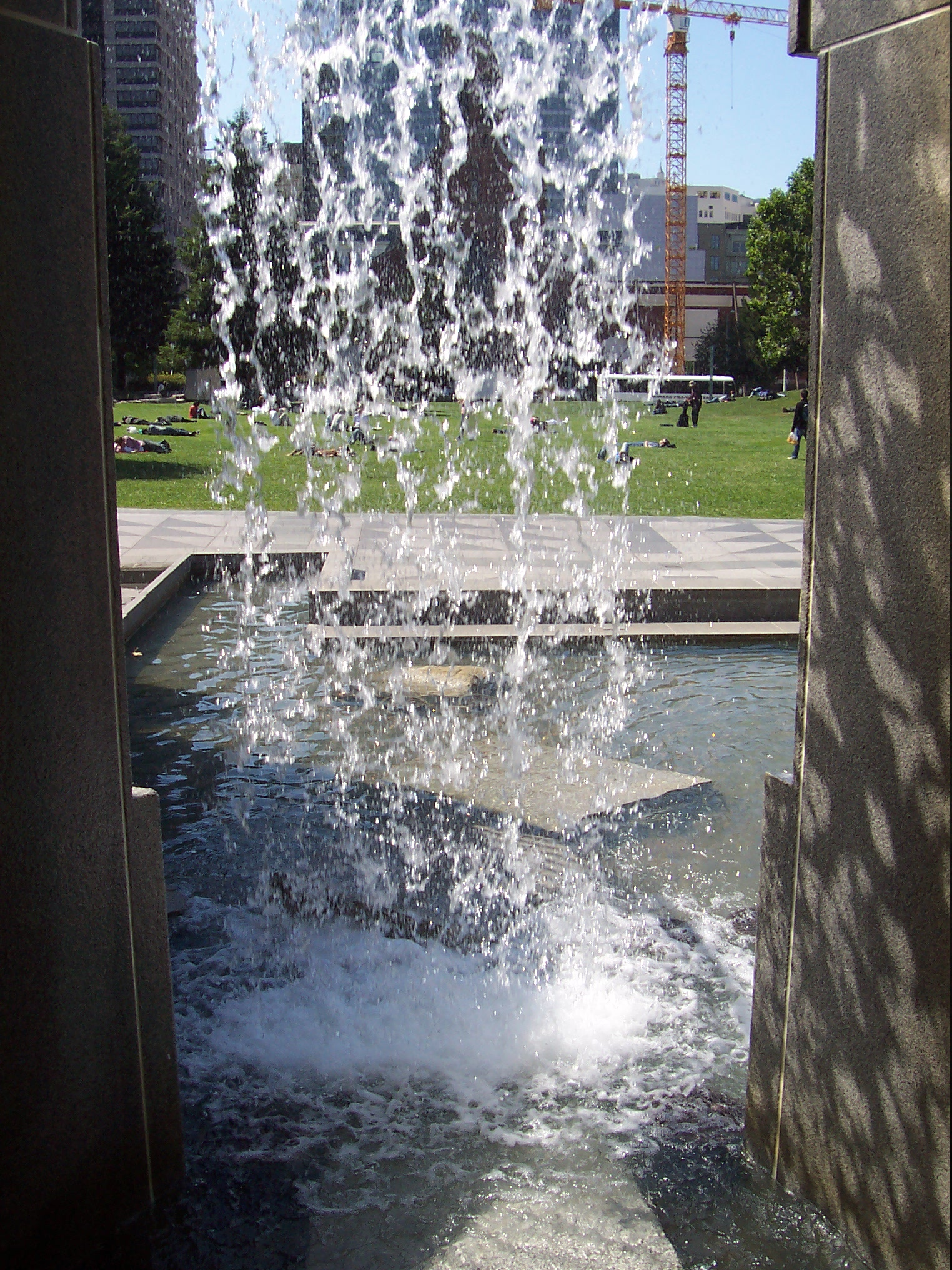
Monument Martin Luther King, Yerba Buena Gardens, San Francisco, États-Unis.

Martin Luther King, sans préconiser un retour vers la simplicité volontaire ni devenir un critique du développement comme Gandhi, met en garde contre l'american way of life dont la course à la consommation et le matérialisme peuvent détourner l'Homme de la cause du bien et de la spiritualité :

« Maintenant la grande tentation et la grande tragédie de la vie est que nous autorisons si souvent l'extérieur de nos vies à absorber l'intérieur de nos vies. La grande tragédie de la vie est que nous autorisons trop souvent les moyens par lesquels nous vivons à nous éloigner de la fin pour laquelle nous vivons. […] Quel est l'intérêt pour un homme de gagner le monde entier de moyens — avions, télévisions, éclairage électrique — s'il perd la fin : l'âme ? »

Selon lui ce profond changement s'apparente à une révolution des valeurs qui permettra de vaincre les plus grands maux de la civilisation :

« Je suis convaincu que si nous voulons être du bon côté de la révolution mondiale, nous devons en tant que nation entreprendre une révolution radicale des valeurs. Nous devons rapidement commencer à passer d'une société « orientée vers les choses » à une société « orientée vers la personne ». Quand les machines et les ordinateurs, les motifs de profits et les droits de propriété sont considérés comme plus importants que les individus, les triplés géants du racisme, du matérialisme et du militarisme sont impossibles à battre. »

### Foi, amour et pouvoir

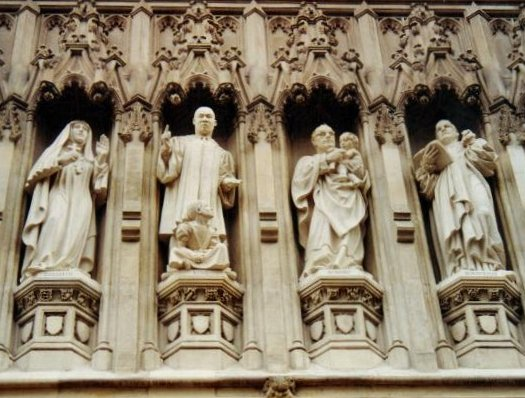
Sur la galerie des dix Martyrs de l'abbaye de Westminster, de gauche à droite : la grande-duchesse Élisabeth de Russie, le révérend Martin Luther King, l'archevêque Óscar Romero et le pasteur Dietrich Bonhoeffer.

La conjonction du christianisme et de la lutte pour les droits civiques dans la pensée de Martin Luther King en fait l'un des grands inspirateurs de la théologie de la libération noire. De par sa vocation de pasteur, il place en effet la Bible au cœur de son message, considérant que l'humanité a été depuis trop longtemps « dans la montagne de la violence », qu'elle devait aller vers « la terre promise de justice et de fraternité ». Pour lui cet objectif est une mission divine car on « ne devait jamais se satisfaire d'objectifs inachevés […], toujours maintenir une sorte de mécontentement divin ».
Cette volonté divine et ce message d'amour transmis par l'Évangile impliquent selon lui une volonté inébranlable face à l'adversité, « un esprit dur et un cœur tendre », comme enseigné directement par Jésus à ses disciples :

« Jésus reconnut la nécessité de mélanger les opposés. Il savait que ses disciples devraient faire face à un monde difficile et hostile, où ils auraient à se confronter à la récalcitrance des politiques et à l'intransigeance des protecteurs de l'ordre ancien […] Et il leur donna une formule d'action, « soyez aussi sage que des serpents et aussi inoffensifs que des colombes ». »

L'amour n'est donc plus pour Martin Luther King seulement une fin mais aussi un moyen d'arriver à la paix et la justice mondiale, et il réfute la notion de faiblesse de l'amour qu'ont émis certains philosophes dont Friedrich Nietzsche :

« Cette demande d'une communauté mondiale qui élève les problèmes de voisinage au-delà de la tribu, la race, la classe et la nation est en réalité un appel pour un amour universel et inconditionnel de l'humanité tout entière. Ce concept souvent incompris, souvent mal interprété, si rapidement éludé par les Nietzsche du monde comme une force faible et lâche, est maintenant devenu une nécessité absolue pour la survie de l'homme. Quand je parle d'amour je ne parle pas d'une espèce de réponse sentimentale et faible. Je ne parle pas d'une force qui est juste un non-sens sentimental. Je parle d'une force que toutes les grandes religions du monde ont vu comme le principe unifiant suprême de la vie. L'amour est la clef qui ouvre la porte qui mène à la réalité ultime. »

Martin Luther King considère que le pouvoir dans ce contexte n'est pas quelque chose de mauvais en soi à partir du moment où il est compris et utilisé correctement, c'est-à-dire quand il n'est pas considéré comme l'opposé exact de l'amour. Pour lui, la mauvaise interprétation que l'amour est l'abandon du pouvoir et le pouvoir un déni d'amour est la raison pour laquelle Nietzsche a rejeté le concept chrétien d'amour et les théologiens chrétiens le concept nietzschéen de la volonté de puissance.

« Le pouvoir sans amour est dangereux et abusif, l'amour sans pouvoir est sentimental et anémique. Le pouvoir à son meilleur est l'amour implémentant la demande de justice, et la justice à son meilleur est le pouvoir corrigeant tout ce qui fait obstacle à l'amour. »

Une lutte pour le pouvoir sans amour ou conscience est donc vouée à l'échec, que ce soit pour les Blancs ou les Noirs. Pour lui « c'est cette collision entre un pouvoir immoral et une moralité impuissante qui constitue la crise majeure de notre temps ».
Bien qu'homme de foi, Martin Luther King est pour la laïcité et il approuve une décision de la Cour suprême d'interdire la prière dans les écoles publiques. Il commente que « cela ne cherche pas à mettre hors la loi la prière ou la croyance en Dieu. Dans une société pluraliste comme la nôtre, qui doit déterminer quelle prière doit être dite et par qui ? Légalement, constitutionnellement ou autre, l'État n'a certainement pas ce droit ».

### Science et religion
Pour MLK, si la violence et la guerre deviennent si destructrices, c'est aussi parce que la vitesse du progrès scientifique a dépassé celle du développement de l'éthique et la morale, qui n'ont pas toujours pu restreindre ses applications négatives. S'il souligne avec humour que « notre pouvoir scientifique a dépassé notre pouvoir spirituel. Nous avons des missiles guidés et des hommes désorientés. » Martin Luther King ne rend pas la science responsable de tous les maux pour autant et met en avant sa complémentarité avec la religion et l'éthique dans le développement humain :

« La science enquête ; la religion interprète. La science donne à l'homme la connaissance qui est le pouvoir ; la religion donne à l'homme la sagesse qui est le contrôle. La science s'occupe principalement des faits ; la religion s'occupe principalement des valeurs. Les deux ne sont pas rivales. Elles sont complémentaires. »

### Compensation historique

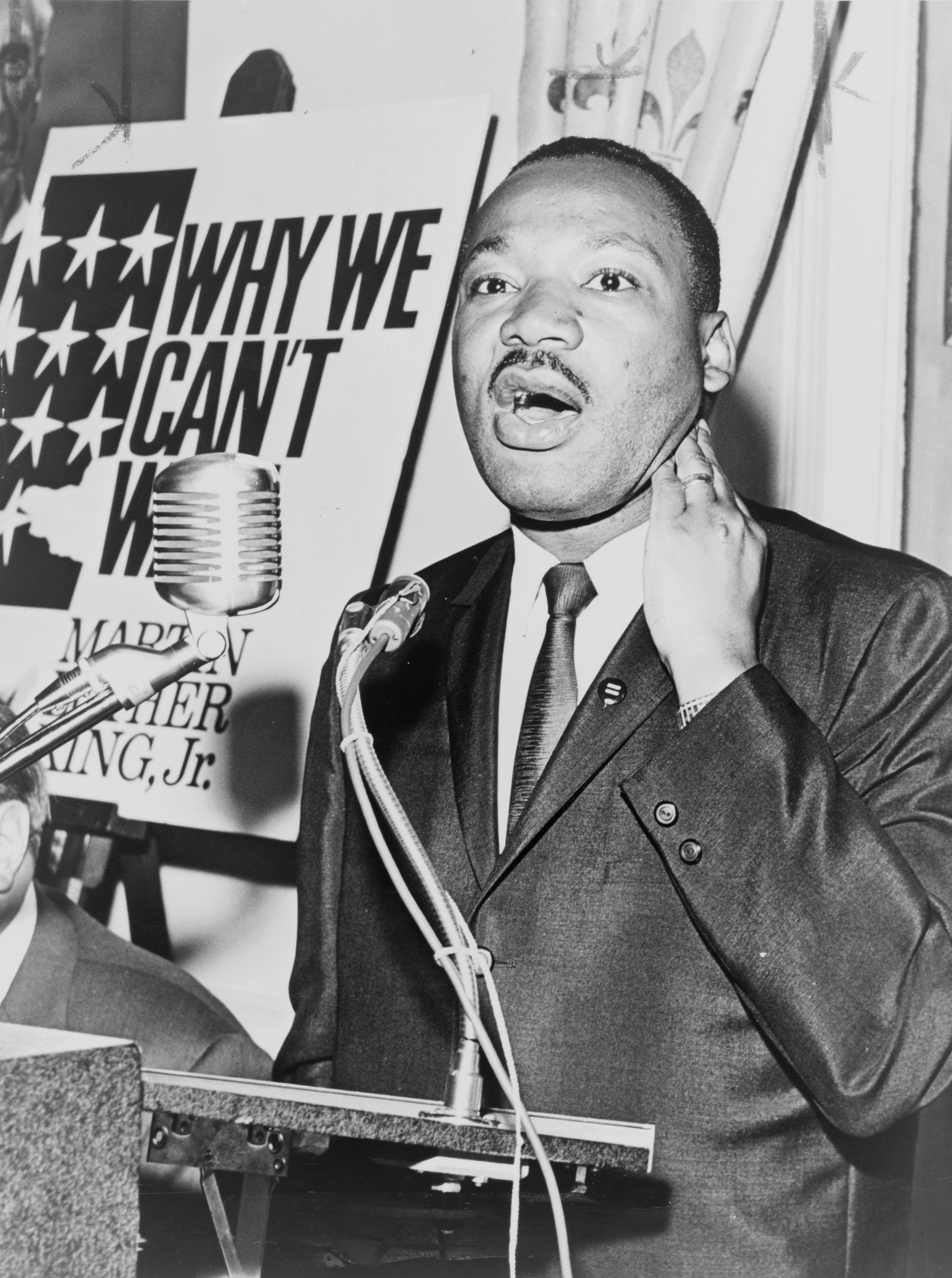
Martin Luther King à une conférence de presse sur son livre Why we can't wait (Pourquoi nous ne pouvons pas attendre), le 8 juin 1964.

Plusieurs fois, Martin Luther King exprime l'opinion selon laquelle les Afro-Américains, ainsi que les autres Américains désavantagés, devraient être dédommagés pour les torts qui leur ont été faits historiquement.
Interrogé par Alex Haley en 1965, il dit que donner seulement l'égalité aux Afro-Américains ne pourrait pas supprimer l'écart de revenu entre eux et les Blancs. Il indique qu'il ne demande pas une restitution complète des salaires jamais payés lors de l'esclavage, ce qu'il croit être impossible, mais propose un programme de compensation gouvernementale de 50 milliards de dollars sur 10 ans pour tous les groupes désavantagés.
Il souligne que « l'argent dépensé serait plus que justifié par les bénéfices qu'il apporterait à la nation tout entière grâce à une baisse spectaculaire de l'abandon scolaire, des séparations familiales, du taux de criminalité, de l'illégitimité, des énormes dépenses sociales, des émeutes et de beaucoup d'autres malheurs sociaux ».
Dans son livre Pourquoi nous ne pouvons attendre de 1964, il développe cette idée, expliquant que le règlement du travail non rémunéré était une application de la common law.

### Sources et inspirations
Martin Luther King a écrit que sa première rencontre avec l'idée de désobéissance civile non violente était en lisant On Civil Disobedience de Henry David Thoreau en 1944 alors qu'il était à l'université de Morehouse College :

« Ici, avec ce courageux refus d'un homme de la Nouvelle-Angleterre de payer ses taxes et son choix de la prison plutôt que de soutenir une guerre qui étendrait les territoires de l'esclavage au Mexique, j'ai eu mon premier contact avec la théorie de résistance non violente. Fasciné par l'idée de refuser de coopérer avec un système maléfique, j'ai été si profondément bouleversé que j'ai relu le livre plusieurs fois. »

Thoreau lui fait prendre conscience qu'une lutte active mais non violente contre le mal était aussi juste et nécessaire qu'aider le bien, et que les moyens et formes de cette lutte étaient innombrables :

« Je devins convaincu que la non-coopération avec le mal est autant une obligation morale que la coopération avec le bien. Personne d'autre n'a été plus éloquent et passionné pour diffuser cette idée que Henry David Thoreau. Comme résultat de ses écrits et témoin personnel, nous sommes les héritiers d'un legs de protestation créative. Les enseignements de Thoreau ont pris vie dans notre mouvement des droits civiques ; en effet, ils sont plus vivants que jamais. Qu'ils soient exprimés par un sit-in dans un restaurant, un bus de la liberté dans le Mississippi, une manifestation pacifique à Albany, Géorgie, ou un boycott des bus à Montgomery, Alabama, tous ceux-ci sont la récolte de l'insistance de Thoreau sur l'idée que l'on doit résister au mal et qu'aucun homme moral ne peut patiemment se conformer à l'injustice. »

Le dirigeant des droits civiques, théologien et éducateur Howard Thurman a très tôt une influence sur lui. C'est un des camarades de classe du père de Martin au Morehouse College et il devient le mentor du jeune Martin Luther King et de ses amis. Le travail de missionnaire de Thurman l'avait emmené à l'étranger où il avait rencontré et conversé avec le Mohandas Karamchand Gandhi. Quand Martin Luther King étudiait à l'université de Boston, il visitait souvent Thurman, alors doyen de la chapelle de Marsh.
Le militant des droits civiques Bayard Rustin, qui a eu le Mahatma Gandhi comme professeur, conseille à Martin Luther King de suivre les principes de la non-violence dès 1956. Il lui sert de conseiller et de mentor à ses débuts et sera l'organisateur principal de la marche vers Washington. Cependant l'homosexualité affirmée de Bayard, son engagement pour le socialisme démocratique et ses liens avec le Parti communiste des États-Unis d'Amérique ont fait que de nombreux dirigeants noirs ou blancs demandent à King de prendre ses distances avec lui.
Très inspiré par les succès du militantisme non violent du Mahatma Gandhi, Martin Luther King visite sa famille en Inde en 1959, avec l'assistance du groupe de quakers de l'American Friends Service Committee (AFSC) et du NAACP. Le voyage le touche profondément, améliorant sa compréhension de la résistance non violente et son implication dans la lutte pour les droits civiques américains. Dans un message radiophonique lors de sa dernière soirée en Inde, il annonce :

« Depuis que je suis en Inde, je suis plus convaincu que jamais que la méthode de résistance non violente est l'arme la plus puissante disponible pour les peuples opprimés dans leur lutte pour la justice et la dignité humaine. Dans un sens littéral, le Mahatma Gandhi incarna dans sa vie certains principes universels qui sont inhérents à la structure morale de l'univers, et ces principes sont aussi inéluctables que la loi de la gravitation. »

Ses actions civiques ont été influencées par le livre Le Christianisme et la Crise sociale (Christianity and the Social Crisis) publié en 1907 par le pasteur et théologien baptiste américain Walter Rauschenbusch,.

## Archives
Les archives de Martin Luther King sont déposées et consultables au Martin Luther King, Jr. Research and Education Institute de l'université Stanford.

## Relations avec le FBI

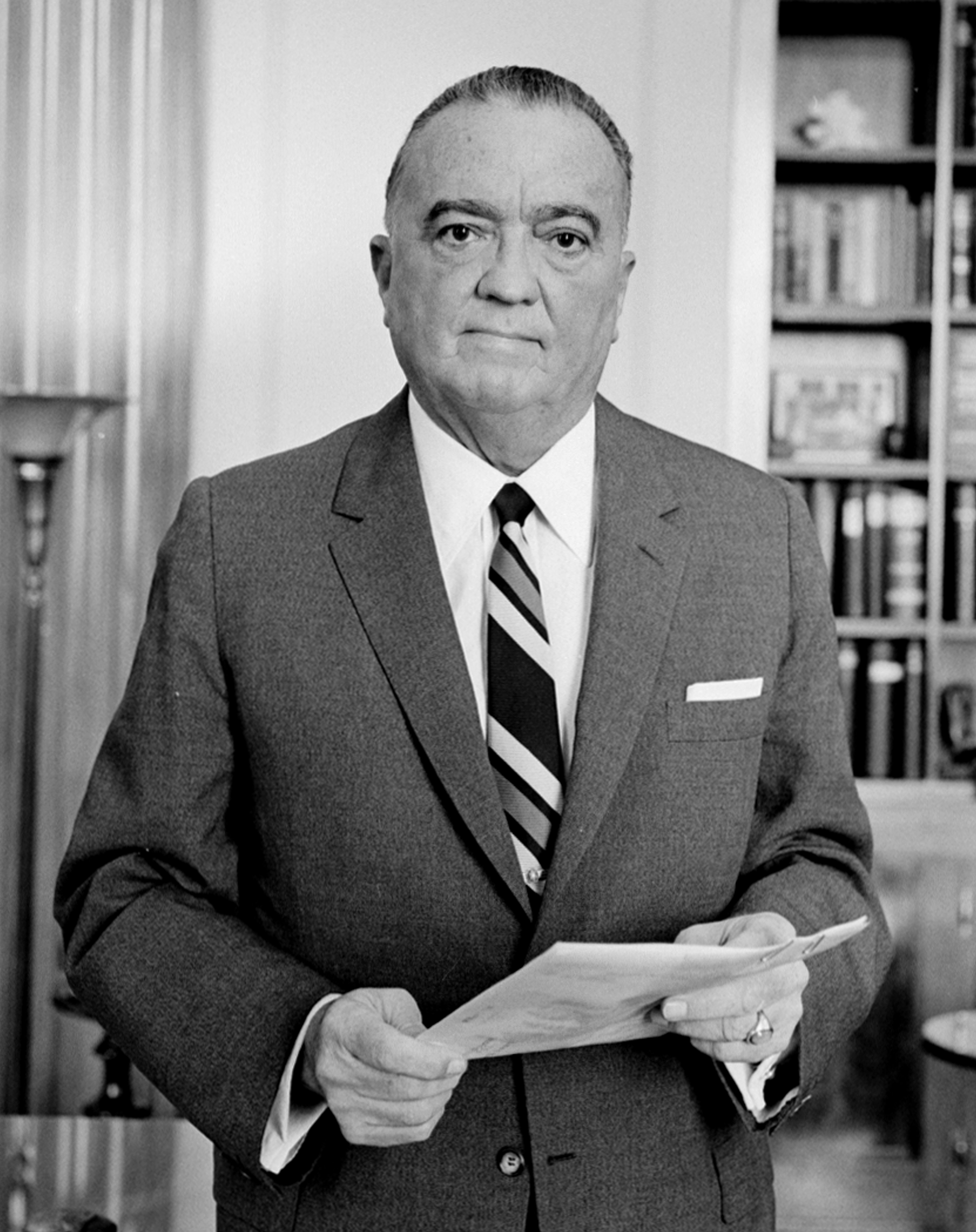
Le directeur du FBI J. Edgar Hoover en 1961.

Le FBI et son directeur J. Edgar Hoover ont des rapports antagonistes avec Martin Luther King. Sur ordre écrit du ministre de la Justice Robert Francis Kennedy, le FBI commence à enquêter sur lui et le Southern Christian Leadership Conference (SCLC, « Conférence des chrétiens dirigeants du Sud ») en 1961. Les enquêtes sont superficielles jusqu'en 1962, quand le FBI apprend qu'un des conseillers les plus importants de King, Stanley Levinson, a des liens avec le Parti communiste des États-Unis d'Amérique. D'après une de ses déclarations sous serment au House Un-American Activities Committee (Comité des affaires antiaméricaines), un des lieutenants de Martin Luther, Hunter Pitts O'Dell, était aussi lié au parti communiste[réf. nécessaire].
Le FBI met Martin Luther King et Stanley Levison sous surveillance, et installe des micros cachés dans les chambres d'hôtels que le pasteur utilise lors de ses déplacements à travers le pays. Le FBI informe Robert et le président John F. Kennedy qui essayèrent de convaincre sans succès Martin Luther King de se séparer de Stanley Levinson. De son côté, MLK nie catégoriquement avoir des liens avec les communistes, disant dans un entretien « qu'il y avait autant de communistes dans son mouvement des libertés que d'esquimaux en Floride » ; Hoover répondit en l'accusant d'être « le menteur le plus célèbre du pays ».
Cette tentative de prouver que Martin Luther King est communiste doit beaucoup à ce que nombre de ségrégationnistes croient que les Noirs du Sud étaient jusqu'ici heureux de leur sort, mais qu'ils sont manipulés par des « communistes » et des « agitateurs étrangers ». Stanley Levinson, avocat, avait eu des liens avec le parti communiste au cours de négociations commerciales, mais le FBI refuse de croire les rapports qui indiquent qu'il n'avait plus aucun contact avec eux[réf. nécessaire].
Comme rien n'avait pu être trouvé politiquement contre lui, les objectifs et les enquêtes du FBI changèrent en des tentatives de le discréditer au travers de sa vie privée. L'agence tenta de prouver qu'il était un mari infidèle. Les enregistrements, certains rendus publics depuis, n'apportèrent rien de concluant et aucune preuve ne put être apportée sur les infidélités supposées de Martin Luther King, malgré les remarques de certains officiels tel le président Johnson qui avait dit qu'il était un « prêcheur hypocrite ». Des livres paraissent dans les années 1980 à ce sujet mais aucun ne put avancer les preuves d'une quelconque infidélité[réf. nécessaire].
Le FBI distribue des rapports sur ces supposés écarts de vie privée à des journalistes amis, des alliés ou sources de financement possibles de la SCLC, et même à la famille King. L'agence envoie également des lettres anonymes à Martin, le menaçant de révéler plus d'informations s'il ne cesse pas son militantisme pour les droits civiques. Cette lettre a souvent été interprétée comme une demande à Martin Luther de se suicider,.
Finalement, le FBI arrête ses enquêtes sur la vie privée de Martin Luther King et le harcèlement pour se concentrer sur la SCLC et le mouvement des Black Power. Mais après qu'une manifestation pacifique à Memphis en mars 1968 a été débordée par des éléments violents du Black Power, Hoover, qui possédait un agent infiltré dans la hiérarchie du SCLC, lance une nouvelle campagne de discrédit sur Martin Luther King. Le 2 avril, il obtient une reprise des écoutes. Le jour même de l'assassinat de Martin Luther King, le bureau du FBI du Mississippi propose deux nouveaux programmes de contre-information (dont COINTELPRO) utilisant rumeurs et désinformation « pour discréditer King auprès des Noirs pauvres dont il cherche le soutien ».
Le dernier contact du FBI avec Martin Luther King est le moment de son assassinat. L'agence le surveillait au Lorraine Motel dans un bâtiment de l'autre côté de la rue, tout près d'où était situé James Earl. Dès que Martin Luther King est abattu, ils sont les premiers à arriver sur les lieux pour lui administrer les premiers soins. Pour les partisans d'une théorie de la conspiration, leur présence si proche des lieux du crime est une confirmation que le FBI est impliqué dans l'assassinat[réf. nécessaire].
Le 31 janvier 1977, dans les affaires « Bernard S. Lee v. Clarence M. Kelley, et al. » et « Southern Christian Leadership Conference v. Clarence M. Kelley, et al. », le juge John Lewis Smith Jr. ordonne que tous les enregistrements et transcriptions manuelles connues et existantes sur l'espionnage de Martin Luther King de 1963 à 1968 soient conservés au National Archives and Records Administration et interdits d'accès public jusqu'en 2027[réf. nécessaire].

## Œuvres
Écrits par Martin Luther King
- (en) Stride toward freedom; the Montgomery story, 1958.
- (en) The Measure of a Man, 1959.
- (en) Strength to Love, 1963.
- (en) La Révolution non violente [« Why We Can't Wait »], Signet Classics, 1964, 188 p. (ISBN 978-0-451-52753-0).
- (en) Où allons-nous ? la dernière chance de la démocratie américaine [« Where do we go from here: Chaos or community? »], Payot, 1968.
- (en) The Trumpet of Conscience, 1968.
- La Seule Révolution, Casterman, 1968.
- (en) La Force d'aimer [« Strength to Love »] (trad. de l'anglais), Paris, Casterman, éditions Empreinte temps présent, 2013 (réimpr. 2013) (1re éd. 1968), 254 p. (ISBN 978-2-35614-063-0).
- Je fais un rêve : les grands textes du pasteur noir (trad. de l'anglais), Paris, Bayard, 1998, 2e éd., 251 p. (ISBN 2-227-43664-6).
- Minuit, quelqu'un frappe à la porte : les grands sermons de Martin Luther King (trad. de l'anglais), Paris, Bayard, 2000, 234 p. (ISBN 2-227-43681-6).

Recueil de textes
- Martin Luther King : Autobiographie, textes rassemblés par Clayborne Carson, Bayard, 2000  (ISBN 2227436808).
- (en) A testament of hope, the essential writings and speeches of Martin Luther King, Jr., HarperCollins, 1991, 740 p. (ISBN 0-06-064691-8).
- (en) Ralph E. Luker et Clayborne Carson (dir.), The Papers of Martin Luther King, Jr. : Called to Serve, January 1929-June 1951, University of California Press, 1992.
- (en) Ralph E. Luker et Clayborne Carson (dir.), The Papers of Martin Luther King, Jr. : Rediscovering Precious Values July 1951-November 1955, University of California Press, 1994.
- (en) Clayborne Carson (dir.), The Papers of Martin Luther King, Jr. : Birth of a New Age : December 1955-December 1956, University of California Press, 1997.
- (en) Tenisha Armstrong (dir.) et Clayborne Carson, The Papers of Martin Luther King, Jr. : Threshold of a New Decade, January 1959-December 1960, University of California Press, 2005.

## Héritage

### Récompenses

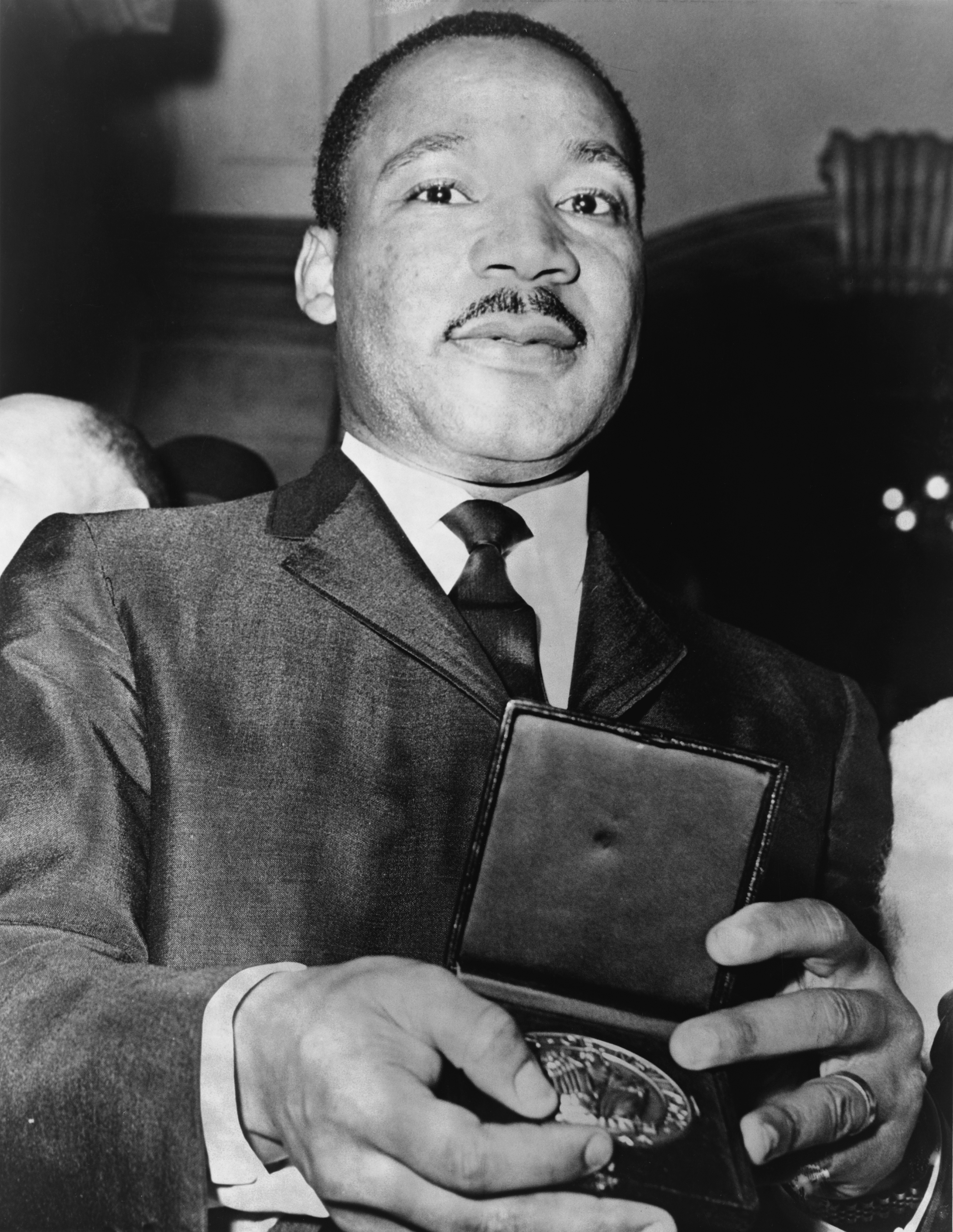
Martin Luther King présentant la médaille reçue de Robert F. Wagner Jr..

Martin Luther King est nommé personnalité de l'année selon Time Magazine en 1963. Dans le discours de présentation qui lui est fait par les organisateurs lors de la remise du prix Nobel en 1964, Martin Luther King est décrit comme « la première personne du monde occidental qui a démontré qu'une lutte pouvait être gagnée sans violence, le premier à avoir fait de son message d'amour fraternel une réalité au cours de cette lutte, et celui qui a amené ce message à tous les hommes, à toutes les nations et toutes les races ».
Il reçoit en 1965 le médaillon des libertés américaines du American Jewish Committee « pour son exceptionnel avancement sur les principes des libertés humaines ». Il dit à la cérémonie de réception du prix : « La liberté est une chose. Vous l'avez entière ou vous n'êtes pas libre ». La même année il reçoit le prix Pacem in Terris (paix sur la terre en latin) basé sur l'encyclique Pacem in Terris du pape Jean XXIII. En 1966, la fédération du planning familial d'Amérique lui décerne le prix Margaret Sanger « pour sa courageuse résistance à la bigoterie et à sa vie de dévouement à la progression de la justice sociale et de la dignité humaine ». Martin Luther King a reçu 20 docteur honoris causa d'universités américaines et étrangères.
Il reçoit à titre posthume le prix Marcus Garvey du gouvernement de la Jamaïque en 1968 et en 1971, il reçoit le Grammy Award du meilleur enregistrement parlé pour son discours Why I Oppose the War in Viêt Nam (Pourquoi je m'oppose à la guerre du Viêt Nam). Le président Jimmy Carter lui décerne la médaille présidentielle de la Liberté à titre posthume en 1977. En 1980, le quartier où Martin Luther King passa sa jeunesse est déclaré monument historique.
Le 2 novembre 1983, le président Ronald Reagan signe une loi créant un jour férié l'honorant, le Martin Luther King Day. Les premiers États l'appliquent en 1986 et le 17 janvier 2000, le jour férié est officiellement observé dans les 50 États.
En 1998, la fraternité Alpha Phi Alpha, dont il faisait partie, fut autorisée par le Congrès des États-Unis à créer un mémorial. Le 16 octobre 2011, le mémorial Martin Luther King fut inauguré par le président Barack Obama. Il se dresse à quelques dizaines de mètres du Lincoln Memorial, où King avait prononcé son célèbre discours « I have a dream », le 28 août 1963. L'inauguration devait avoir lieu le 28 août, mais elle fut annulée à cause de l'ouragan Irene.
Martin Luther King est le premier Afro-Américain et le deuxième non-président à être honoré par un monument dans le National Mall de Washington, D.C. La statue fait face à 24 niches semi-circulaires rendant hommage aux individus ayant donné leur vie pour le Mouvement des droits civiques et à un mur des inscriptions, où se trouvent des extraits de discours qu'il a prononcés.
Martin Luther King est considéré comme l'auteur des plus grands discours historiques des États-Unis, aux côtés d'Abraham Lincoln ou de John Fitzgerald Kennedy.
Plus de 730 villes des États-Unis ont une rue Martin Luther King en 2006 (plus de 900 en 2018) et plus d'un millier de voies publiques ont été baptisées à son nom dans le monde entier.
En France, en 2015, 21 établissements scolaires portent son nom, fait rarissime pour une personnalité étrangère.

### Partisans et influence

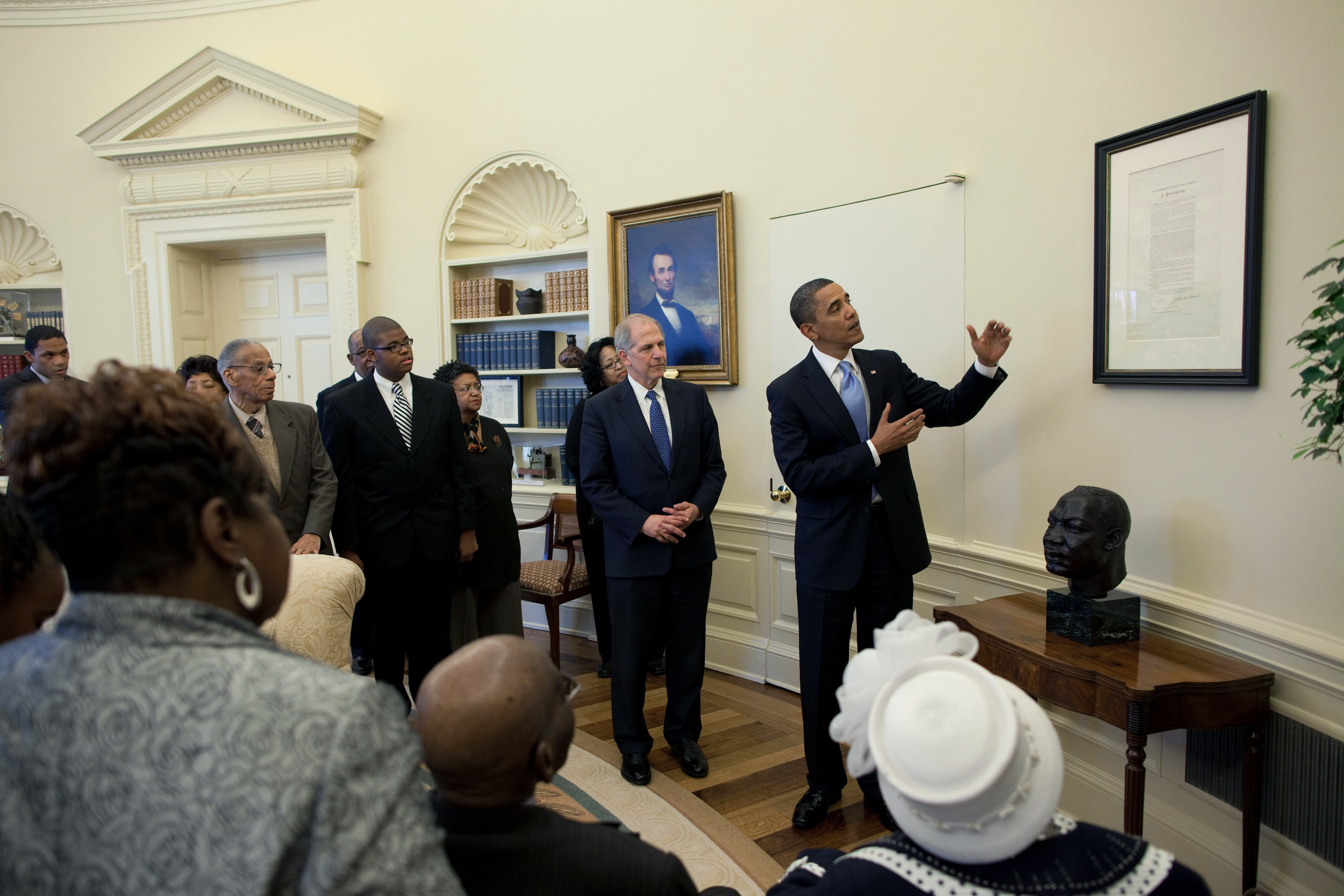
Le président Barack Obama faisant visiter le Bureau ovale à un groupe d'Afro-Américains, où il a placé un buste de Martin Luther King et la proclamation d'émancipation d'Abraham Lincoln.

Martin Luther King est une des personnalités les plus admirées de l'Histoire américaine.
Comme il avait été inspiré par Mohandas Karamchand Gandhi, de nombreuses personnalités sur la scène internationale dont Colin Powell et Jesse Jackson l'ont pris comme exemple pour sa lutte en faveur des droits de l'homme et sa méthode de désobéissance civile au travers de la non-violence pour y parvenir. Il a influencé les mouvements des droits de l'homme en Afrique du Sud et a été cité comme inspiration par un autre prix Nobel de la paix qui a combattu pour l'égalité dans ce pays, Albert Lutuli.
La femme de Martin Luther King, Coretta Scott King, a suivi les traces de son mari et a été très active sur les problèmes de justice sociale et les droits civiques jusqu'à sa mort en 2006. L'année de l'assassinat de son mari, elle fonde, avec l'aide d'Edith Savage-Jennings, le Centre Martin Luther King Jr. pour le changement social non violent dans le sous-sol de la maison du couple à Atlanta, destiné à préserver son héritage et son travail de promotion de la résolution non violente des conflits, et à la tolérance dans le monde.
Son fils, Dexter King, est actuellement le président du centre et sa fille Yolanda a fondé la Higher Ground Productions, une organisation spécialisée dans l'entraînement de la diversité.

En 2008, lors de l'élection présidentielle américaine Barack Obama remplit sa campagne de références à Martin Luther King et lui rend hommage. Une fois élu, il place un buste de King dans le Bureau ovale et le programme de la Marche sur Washington pour l'emploi et la liberté, déclarant à Oprah Winfrey : 

« Ce bureau, je pense, vous rappelle ce qui est en jeu, combien d'espoirs et de rêves sont placés dans ce qui se passe à la Maison-Blanche. »

Jesse Jackson, compagnon de lutte de Martin Luther King, déclare qu'il aurait beaucoup aimé que King soit témoin de cette victoire qui a fait d’Obama le premier métis noir président des États-Unis de l'histoire.

Le chanteur Ben Harper voue une grande admiration pour lui et a dit à son sujet : 

« Le plus étonnant chez Martin Luther King, c'est qu'il respirait la paix : elle émanait de lui, de tout son être, du moindre regard, du moindre geste. Quand on en est là, on peut avancer. C'est LE grand homme, un des êtres les plus pacifiques que le monde ait connus ; tout était prière pour lui et c'est exactement la voie à suivre. »

### Critiques

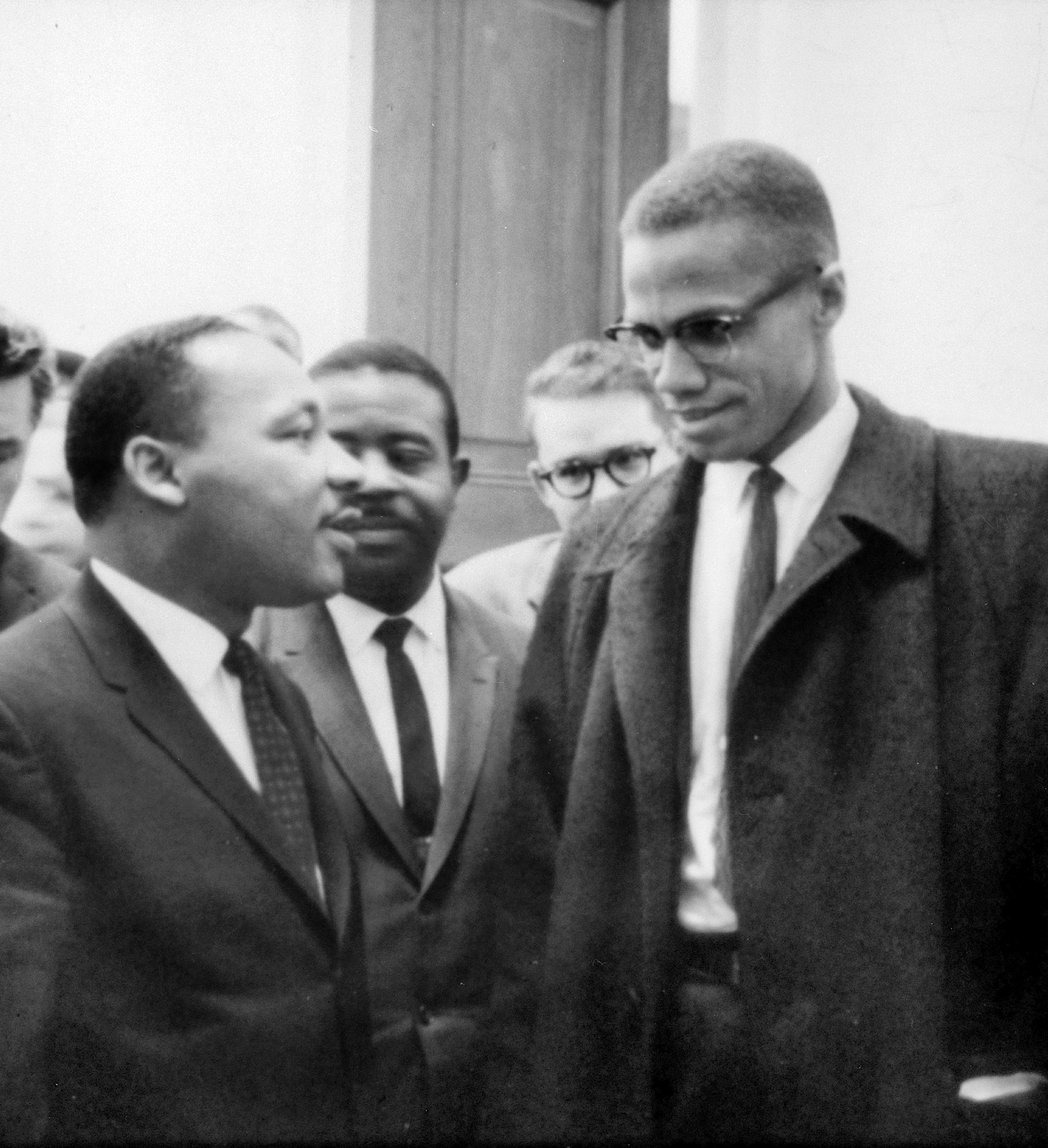
Martin Luther King et Malcolm X lors d'une conférence de presse en 1964.

Des accusations de plagiat contre sa thèse de doctorat à l'université de Boston aboutissent en 1991 à une enquête officielle des responsables de cette université. Ceux-ci concluent qu'un tiers environ de la thèse est plagié d'un article écrit par un étudiant diplômé antérieurement, mais il est décidé de ne pas retirer son titre à Martin Luther King, car la thèse constitue tout de même « une contribution intelligente au savoir »,. Une lettre a été jointe à la copie de la thèse de King conservée à la bibliothèque, indiquant que plusieurs passages ont été inclus sans les citations appropriées et les références. Comme Theodore Pappas le note dans son livre sur le sujet, Martin Luther King avait pourtant suivi un cours sur les normes de la production intellectuelle et le plagiat à l'université de Boston.
Malcolm X, porte-parole de Nation of Islam, lui a reproché d'avoir livré les Noirs aux oppresseurs blancs et de leur avoir appris à ne pas se défendre face à eux,.
Ainsi, Stokely Carmichael est en désaccord avec la volonté d'intégration de Martin Luther King, qu'il considère comme un moyen d'arriver à ses fins et non comme un principe. Stokely Carmichael voyait donc le combat de Martin Luther King comme une insulte à la culture afro-américaine.
Omali Yeshitela qui dirigera le International People's Democratic Uhuru Movement (en) (UnPDUM), plus radical, demande également aux Africains de se rappeler que la colonisation européenne s'est faite de manière violente et forcée et non par intégration dans la culture africaine. Essayer de s'intégrer dans la culture du « colonisateur » est là aussi une insulte à la culture originelle africaine.

## Dans les arts et la culture populaire
Martin Luther King et son message ont influencé de nombreuses créations dans des domaines artistiques divers.

### Filmographie

#### Cinéma
- 1970 : King : de Montgomery à Memphis de Sidney Lumet et Joseph L. Mankiewicz, images d'archives.
- 1986 : The Boys King de Billy J. Parrott, joué par Howard E. Rollins Jr.
- 1998 : La Tête dans le carton à chapeaux d'Antonio Banderas, Martin Luther King n'est qu'un personnage marginal, en toile de fond de l'histoire, qui se déroule en 1965 en Alabama. Il y est d'ailleurs interprété par un acteur resté inconnu, Dudley F. Craig II.
- 1999 : Our Friend, Martin de Rob Smiley et Vincenzo Trippetti.
- 2001 : Ali de Michael Mann, joué par LeVar Burton.
- 2013 : Le Majordome (2013) de Lee Daniels, joué par Nelsan Ellis.
- 2015 : Selma d'Ava DuVernay, joué par David Oyelowo.
- 2022 : Remember Me: The Mahalia Jackson Story de Denise Dowse, joué par Columbus Short.
- 2023 : Rustin de George C. Wolfe, joué par Aml Ameen.

#### téléfilm
- 1999 : Selma, Lord, Selma de Charles Burnett, joué par Clifton Powell.
- 2001 : Boycott de Clark Johnson, joué par Jeffrey Wright.
- 2002 : 
  - Sur le chemin de la guerre de John Frankenheimer, joué par Curtis McClarin.
  - The Rosa Parks Story de Julie Dash, joué par Dexter King.
- 2013 : Deux Femmes d'exception (Betty and Coretta) d'Yves Simoneau, joué par Malik Yoba.
- 2016 : All the Way de Jay Roach, interprété par Anthony Mackie.

#### Série
- 1978 : King d'Abby Mann, joué par Paul Winfield.
- 2016 : Un bus pour Martin Luther King, un épisode de Points de repères.
- 2018 : Rosa troisième épisode de la onzième saison de Doctor Who, joué par Ray Sesay[139].

#### Documentaire
- 1989 : Who Killed Martin Luther King ? de John Edginton.
- 2012 : MLK : Révélations autour d'un assassinat de Tom Jennings.
- 2018 : 
  - La longue marche de Martin Luther King de John Akomfrah.
  - I Am MLK Jr. de John Barbisan et Michael Hamilton.
  - King in the Wilderness de Peter Kunhardt.
- 2020 : MLK/FBI de Samuel Pollard.
- 2022 : L'autre rêve de Martin Luther King de Barbara Necek et Laurent Chikhoun.

### Littérature

#### bande dessinée
- Martin Luther King a inspiré Stan Lee pour le personnage du professeur Xavier de X-Men. Xavier prône l'intégration des mutants au sein du reste des humains, à l'opposé de Magneto, inspiré de Malcolm X[140].
- 2010 : L'Histoire secrète Tome 19. L'âge du verseau, au début de l'album Martin Luther King est assassiné.

#### Roman
- 2001 : American Death Trip de James Ellroy, raconte l'ascension du mouvement des droits civiques et de Martin Luther King jusqu'à son assassinat.

#### Manga
- 2011 : Martin Luther King de Ryuji Hifumi.

### Musique
- Le chanteur Stevie Wonder a écrit la chanson Happy Birthday dans l'album Hotter than July (1980), en l'honneur de Martin Luther King. La fin de la chanson cite une grande partie des événements historiques et records accomplis par des Noirs.
- Le groupe U2, grand admirateur de Martin Luther King, a écrit en son honneur les chansons MLK et Pride (In the Name of Love) dans l'album The Unforgettable Fire (1984). Pride est leur plus grand succès obtenu à l'époque et a été repris en version concert dans l'album Rattle and Hum. Il reprend les paroles du discours I have a dream : « « Enfin libre », ils ont pris ta vie, mais ils n'ont pas pu prendre ta fierté ».
- Le groupe Rage Against the Machine, dans la chanson Wake up (1992), mentionne l'assassinat de King à la suite de sa lutte contre la guerre du Viêt Nam et la pauvreté : « You know they went after King, When he spoke out on Vietnam, He turned the power to the have-nots, And then came the shot. » (« Vous savez qu'ils ont poursuivi King, quand il a dénoncé le [la guerre du] Vietnam, il a donné le pouvoir à ceux qui n'avaient rien, et alors est venu le tir »). Dans leur reprise de Renegades of Funk (en) (2000), un morceau écrit par Afrika Bambaataa (1984), Martin Luther King est mentionné au côté de personnages comme Sitting Bull, Malcolm X ou Thomas Paine comme « renégats de leur époque et de leur âge ».
- Le groupe Downset. cite Martin Luther King aux côtés de Rubén Salazar, Malcolm X et John Fitzgerald Kennedy dans la chanson My American Prayer (1994).
- Dans sa chanson They Don't Care About Us de 1995, le chanteur Michael Jackson évoque les noms de Roosevelt et de « Martin Luther », vraisemblablement King[141]. Il y dit que ces deux personnes, de leur vivant, n'auraient pas permis qu'il subisse des violences policières ni qu'il soit « victime de la haine »[141],[142]. Il fait aussi référence à Martin Luther King dans le clip de la chanson Heal the World, où on peut voir les images du discours prononcé par le pasteur à Washington, D.C., ainsi que dans le film qui retrace les répétitions du chanteur pour la série de concerts This is it, on peut entendre un extrait du discours de Washington.
- Le rappeur afro-américain Common a écrit, en collaboration avec will.i.am, la chanson A dream (2007) figurant dans le film Écrire pour exister et reprenant une partie du discours I have a dream.
- Le rappeur The Game collabore en 2008 avec le rappeur Nas, pour l'album LAX, sur la chanson Letter to the King, qui rend hommage à Martin Luther King.
- Le groupe Linkin Park cite une partie d'un de ses discours dans la chanson Wisdom, Justice, And Love présente dans l'album A Thousand Suns (2010).
- Dans sa chanson Hiro (2010), le rappeur français Soprano affirme qu'il aimerait pouvoir remonter le temps afin de rencontrer Martin Luther King après son discours et lui montrer la photo de Barack Obama.
- Le groupe de rock Anberlin lui rend hommage dans la chanson We Owe This to Ourselves dans l'album Dark Is the Way, Light Is a Place (2010), notamment en faisant référence à son discours I have a dream.
- En 2011, le chanteur Lenny Kravitz, dans son album Black and White America, lui dédie la chanson éponyme, qui le cite dès le début.
- En 2013, B.A.P, groupe de K-Pop, cite Martin Luther King au début de leur chanson One shot, sortit dans l'album One shot le 13 février 2013, c'est le rappeur et leadeur Bang Yon-Guk qui rap son nom dans la phrase traduite du coréen « Fais briller la lumière comme Martin Luther King ».

### Filmographie
- La Grande Explication, documentaire sur l'assassinat de Martin Luther King.
- Mort à Memphis (Martin Luther King), documentaire.
- King : de Montgomery à Memphis, documentaire de Sidney Lumet.

#### Bases de données et dictionnaires
- (en) Site officiel
- Ressources relatives à la musique :   - International Music Score Library Project
  - AllMusic
  - Carnegie Hall
  - Discogs
  - Last.fm
  - MusicBrainz
  - Muziekweb
  - Rate Your Music
  - Répertoire international des sources musicales
- Ressources relatives à l'audiovisuel :   - Africultures
  - Filmportal
  - France 24
  - IMDb
- Ressources relatives au spectacle :   - Archives suisses des arts de la scène
  - Les Archives du spectacle
  - Internet Broadway Database
- Ressources relatives à la vie publique :   - C-SPAN
  - Documents diplomatiques suisses 1848-1975
- Ressources relatives aux beaux-arts :   - British Museum
  - National Gallery of Art
- Ressource relative à plusieurs domaines :   - Radio France
- Ressource relative à la bande dessinée :   - Comic Vine
- Notices dans des dictionnaires ou encyclopédies généralistes :   - American National Biography
  - BlackPast
  - Britannica
  - Brockhaus
  - Den Store Danske Encyklopædi
  - Deutsche Biographie
  - Dizionario di Storia
  - Enciclopedia italiana
  - Enciclopedia De Agostini
  - Encyclopedia of Alabama
  - Gran Enciclopèdia Catalana
  - Hrvatska Enciklopedija
  - Internetowa encyklopedia PWN
  - Larousse
  - Nationalencyklopedin
  - Munzinger
  - New Georgia Encyclopedia
  - Proleksis enciklopedija
  - Store norske leksikon
  - Tennessee Encyclopedia
  - Treccani
  - Universalis
- Notices d'autorité :   - VIAF
  - ISNI
  - BnF (données)
  - IdRef
  - LCCN
  - GND
  - Italie
  - Japon
  - CiNii
  - Espagne
  - Belgique
  - Pays-Bas
  - Pologne
  - Israël
  - NUKAT
  - Catalogne
  - Suède
  - Vatican